# 포항 북송리 북천수
|  |  | 알찬 글 후보 검토 진행 중 (참여하기) |

포항 북송리 북천수(浦項 北松里 北川藪)는 대한민국 경상북도 포항시 북구 흥해읍 북송리에 있는 북천변을 따라 띠처럼 길게 조성된 소나무와 곰솔 숲이다. 현재 대한민국에 남아 있는 숲 중 3번째로 긴 숲으로 알려져 있다. 2006년 3월 28일에 대한민국의 천연기념물로 지정되었다.
조선 후기 흥해 군수 이득강이 수해방지와 바람막이 역할을 비롯해 풍수상 도음산의 맥을 보호하여 흥해읍의 풍수형국을 완성하기 위하여 군민들을 동원해 인위적으로 조성했으며, 지홍관 군수 때에 이르러 숲이 확대되었다. 1872년에 제작된 〈흥해군지도〉에도 북천수에 대한 기록이 있으며, 《조선의 임수》에는 1938년 조선총독부 조사 기록이, 1979년에 출간된 《한국지명총람》에는 북천수 조성 유래에 대한 기록이 남아 있다. 일제강점기를 거치며 수탈과 훼손을 겪었으며, 현재 남아있는 상당수의 나무들은 광복 직후 심어졌다.
정월보름날에는 수림지의 제당에서 동제를 지내고, 같은 날 오후 3시에는 마을 앞산에서 산제를 지내며, 전년도에 묻어둔 간수 병에 담긴 간수의 상태를 보고 그 해의 길흉화복을 점치는 풍습이 있는 등 오랜 기간 마을 주민들의 신앙적 대상이 되어왔다. 또한 최근에는 맨발 걷기 코스로도 인기를 끌고 있다.

## 명칭

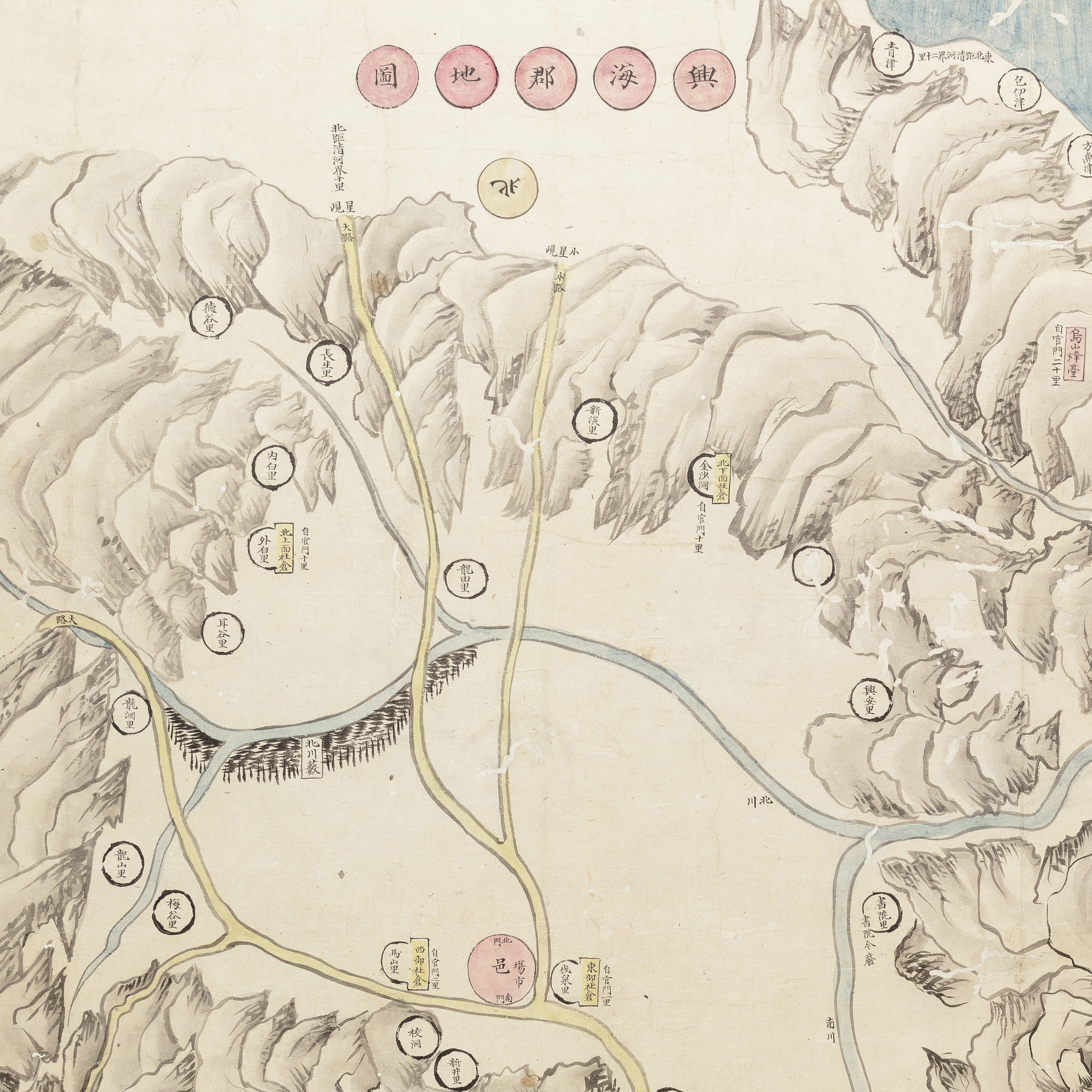
〈흥해군지도〉의 일부분. 흥해읍성 북쪽에 흐르는 북천을 따라 심어진 북천수가 표기되어 있다.

경상북도 포항시 북구 흥해읍 북송리에 있는 북천수(北川藪)는 북천(北川)을 따라 심어진 소나무 숲이라는 뜻인데, 이 이름은 1872년에 제작되어 현재 서울대학교 규장각한국학연구원에 소장되어 있는 〈흥해군지도〉(興海郡地圖)에도 나타나 있으며, 일제강점기 당시 조선총독부에서 편찬한 《조선의 임수》(朝鮮の林藪)에도 언급되고 있다. 북천(현재의 곡강천)은 신광면 마북리에서 동쪽으로 흐르던 강의 이름이며, 반대로 도음산에서 시작해 흥해읍의 남쪽을 흐르던 강을 남천(南川, 현재의 초곡천)이라 불렀고, 남북의 두 하천이 서원산 앞 흥안리에서 합류한 후 산 사이를 따라 곡류하는 최하류 구간을 강 이름 모양에 따라 곡강(曲江)이라고 호칭했다.

## 역사

### 조선 후기

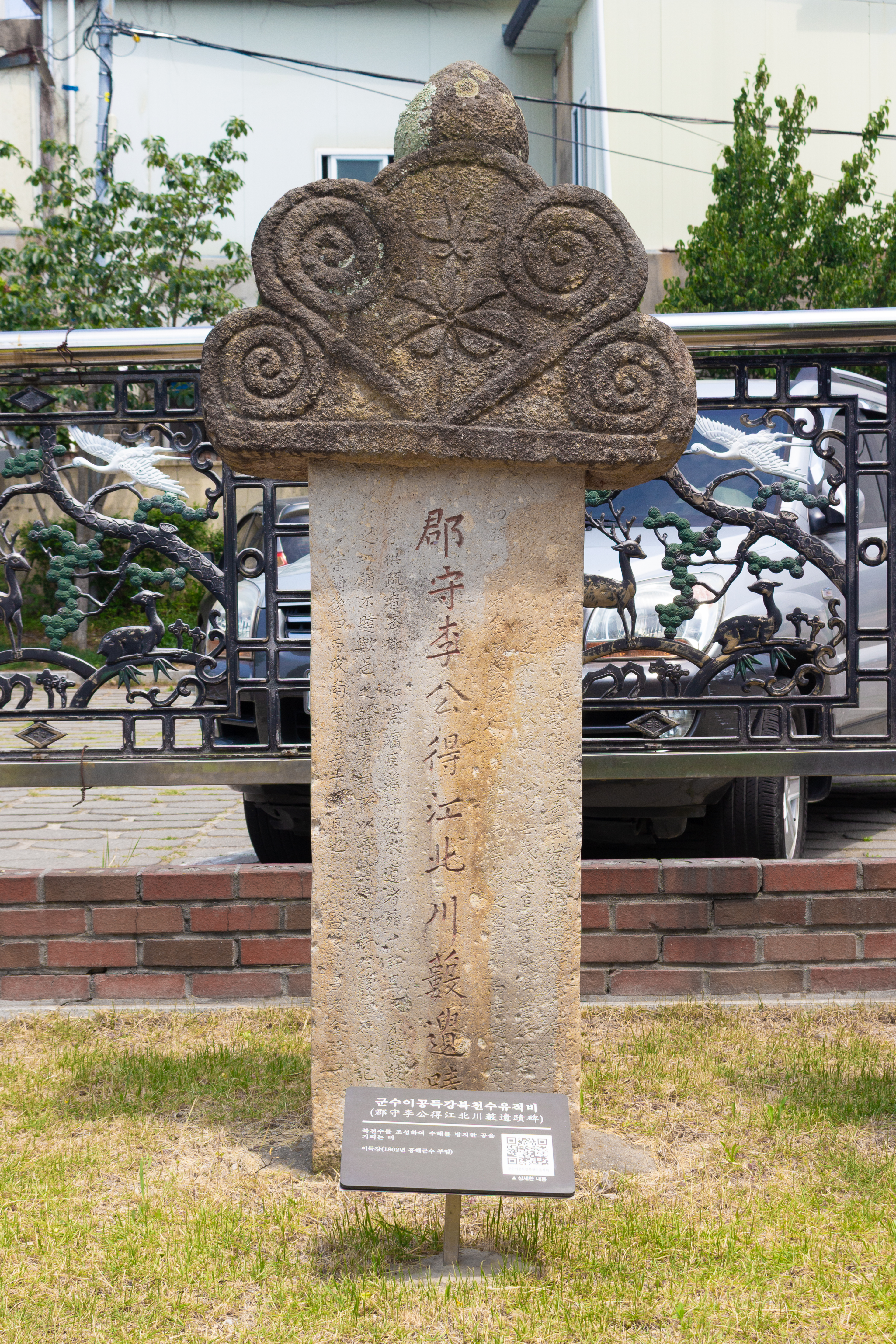
현재 영일민속박물관에 전시되어 있는 군수 이득강공 북천수 유적비

북천수 조성은 지맥 보호와 홍수 방지라는 두 가지 목적이 있었는데, 《한국지명총람》(韓國地名總覽)에서는 1802년(순조 2년) 1월 9일(신사)에 흥해 군수로 임명된 이득강(李得江)이 “조선 철종 때 읍성과 흥해의 진산(鎭山)인 도음산의 맥을 보호하고 북천에 둑이 없어 장마만 지면 수해가 나는 것을 보고 군민을 동원하여 북천에 제방을 쌓고 4리에 뻗친 북천수를 조성하였다.”라고 밝히고 있다. 이때 매산리, 북송리, 마산리에 걸쳐 조성된 제방을 ‘북천방’(北川防)이라고 불렀고 여기에 소나무를 심어 조성한 숲이 바로 북천수였는데, 이러한 이득강 군수의 업적을 기리기 위해 1826년에 ‘군수 이득강공 북천수 유적비’(郡守李公得江北川藪遺蹟碑)가 세워졌으며, 이 비석은 현재 영일민속박물관에 전시되어 있다. 적힌 내용은 아래와 같다.

| 郡之北大川浸溢田疇墊沒濱海邑基若建砙然遇大浸則有傾圮之患歲役丁萬夫聚沙磧以隄之不熊久遠公以壬戌莅官率吏民往董役屬衆而告日紓民力而弭水害者莫林藪若也於是培植而禁養之芻蕘斷而枿樾興歷十數年林木之蘖者拱疏者密櫛櫛如崇墉巨藩扞節水道者殆十許里民不鼛鼓而邑賴而奠公之功顧不韙歟邑之幹事者謀所以壽其績剔薪於藪購石而記之噫其不朽矣 時崇禎後四丙戌南至月二十日也 監役朴昌魯金致一 |  | 군의 북쪽에 있는 큰 하천에 물이 넘쳐서 논밭이 물에 잠기곤 하였다. 바닷가의 고을 터전조차 벽돌로 세운 듯하여 큰물을 만나면 무너질 염려가 있었다. 해마다 만 명의 일꾼이 동원되어 모래와 돌을 모아 둑을 쌓아도 오래도록 보전하지 못하였다. 공은 임술년에 부임하여 관리와 백성을 통솔하여 직접 가서 일을 감독하면서 말했다. “백성의 힘을 덜 들이고 수해를 막는 데는 숲을 조성하는 일 만한 것이 없다.” 이에 나무를 심어 베는 것을 금지하고 길렀으므로, 나무꾼이 못 들어가니 숲과 그늘이 우거졌다. 십여 년을 지나자 빼곡한 것이 큰 담과 거대한 울타리처럼 되어서 물길을 막고 조절하게 된 것이 거의 십여 리가 되었다. 이에 백성은 흥겹게 참여하였으며 고을은 이 덕택에 공의 공로를 드러낼 수 있었으니 대단하지 않은가. 고을에서 일을 맡은 사람들이 그 사적을 오래 전하기 위해 숲에서 나무를 베어다가 돌을 사서 기록하였으니, 아아, 이는 불멸하리로다. 이때는 숭정기원후 4병술년 5월 20일이었다. 감역 박창로 김치일[12] |

이후 1866년(고종 3년)에 발생했던 병인양요 당시 참전하기도 했던 지홍관(池弘寬)이 흥해 군수로 부임한 뒤 추가로 나무를 심으면서 북천수는 폭 400m, 길이 4km에 달하는 숲이 되었다고 전해진다. 현재 영일민속박물관에는 3개의 지홍관 군수 송덕비 또한 전시되어 있다. 다른 기록으로는 《흥해읍지》(興海邑誌)에서 숲이 서쪽 백련사(白蓮寺)에서 동쪽 곡강까지 이르렀다는 내용이 존재한다. 하지만 1891년과 1900년에 각각 흥해 군수로 부임한 안종덕(安鍾悳)과 남만리(南萬里)의 경우 북천수를 훼손하기도 했다. 1908년에는 북천수의 중요성을 후대에 남기기 위해 ‘북송정비중수비’(北松亭碑重修碑)가 세워졌는데, 이 비석에 따르면 북천수에 송정(松亭)이라는 이름의 정자가 있었으며 비석은 정자 아래에 위치해 있었던 것으로 추정되는데, 일제강점기까지는 북송동에 존재했으나 현재는 비석의 흔적을 찾을 수 없다. 이와 관련해 《북송정비각중수기》(北松亭碑閣重修記)에는 배경환(裵經煥)이 수교(首校)로 있을 때 뇌물을 받고 소나무를 베려하자 원로 군교 최재영(崔在榮)이 “네가 뇌물을 바치는 계책은 소나무를 해치려는 데에서 나온 것이다. 이것은 금하는 것만 못하다. 소나무가 장차 없어질 것이니 영원히 이러한 폐단을 없애고 다시는 뇌물을 받아들여서는 안된다.”라고 말하며 배척했다는 기록이 남아있다.

### 일제강점기 이후의 변화
북천수는 1915년에 을종요존예정임야(乙種要存豫定林野)에 포함되었고, 2년 뒤인 1917년에는 삼림령 제10조에 따라 보호명령이 내려져 국유림보호조합까지 설립되었다. 1919년부터 1931년까지 흥해면장을 역임한 정기환은 식림에 중점을 두고 도벌을 경계했으며, 벌채 청원이 있으면 현장을 방문해 허가 여부를 판단했으며, 특히 북천수의 벌목만큼은 절대 금하였다. 1935년과 1937년에 호안 공사가 일부 완료되자 흥해면에서는 더 이상 범람을 우려할 필요가 없다고 판단, 숲을 불하받아 면유림으로 경영하기 위해 청원하여 1937년 7월 26일에 존치를 요하지 않는 제1종불요존임야(第一種不要存林野)로 변경했다.

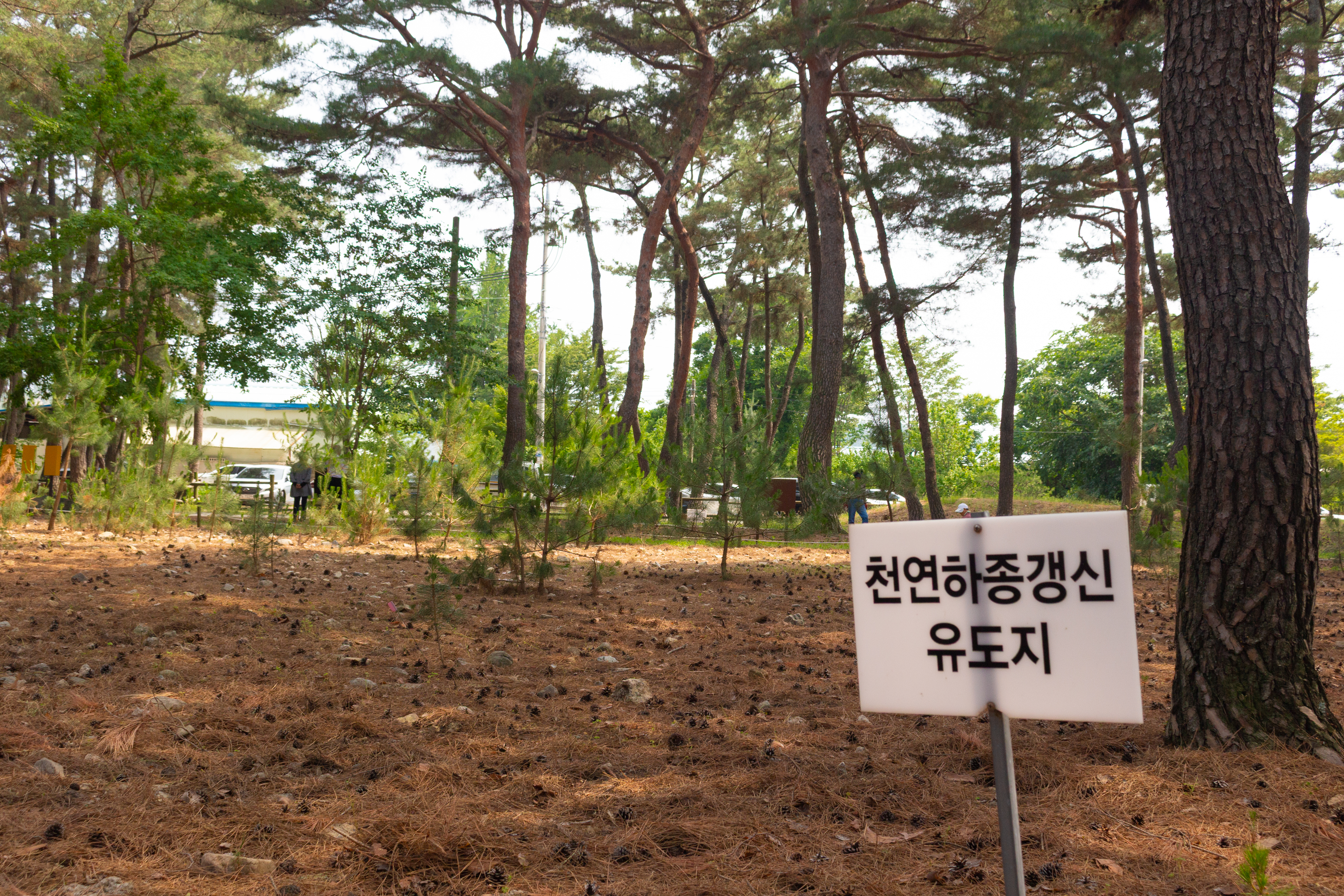
북천수 내에 후계목을 양성하기 위해 설치되어 있는 천연하종갱신 유도지

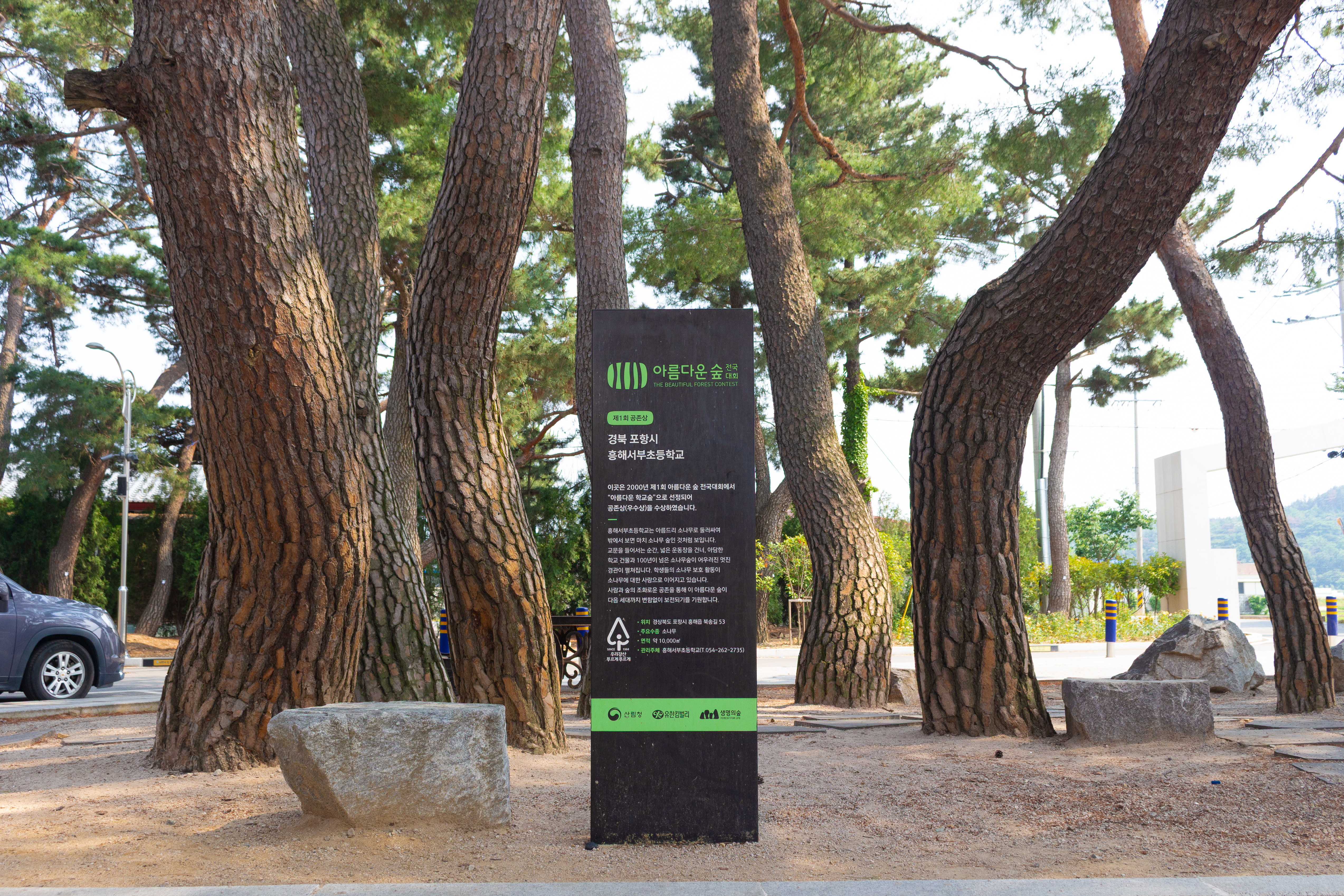
흥해서부초등학교에 심어진 소나무들 사이에 제1회 아름다운 숲 전국대회 수상을 알리는 안내판이 세워져 있다.

1938년 조선총독부 임업시험장의 촉탁연구원 도쿠미쓰 노부유키(德光宣之)의 조사에 따르면, 북천수의 크기는 북송동와 마산동에 걸쳐 평균 160m의 넓이로 길이 약 2,400m, 면적 42ha이며, 부식과 자갈이 섞여 결합도가 약하고 습윤하며 깊이 1m 이상의 사양토 위에 조성되었다고 밝히고 있다. 또한 임지의 90% 이상이 적송으로 구성된 단순림으로, 수고는 평균 20m에 가슴높이 직경이 30cm에서 70cm에 달하는 소나무가 지표의 고사리, 초본식물, 낙엽이 드러날 정도의 밀도로 열을 이루었으며, 동쪽과 남쪽 연변에는 수령 110년의 노거수도 적지 않았다고 보고했다. 이외에도 버드나무, 팽나무, 상수리나무, 굴참나무, 물푸레나무, 참빗살나무, 쥐똥나무도 섞여 있었다고 기록했다.
1938년 10월 26일 동아일보 지면에는 홍수 피해를 막아주었던 북천수에 “도벌과 채토(採土)가 성행”하는 실태를 다루며 면당국의 적극적인 대처를 요구한 기사가 실렸는데, 이렇듯 일제강점기를 거치며 북천수의 소나무들은 선박용 목재로 벌목이 되는 등 수탈의 과정을 겪었고, 개인 경작지가 증가하면서 숲의 일부가 훼손되기도 하였다. 한편 경상북도에서는 호안 하나로 완전한 수해방비를 기대할 수 없어 북천수가 여전히 중요하므로 지속적인 감독이 필요하다고 보았고, 이에 1938년 2월 5일에 북송동와 매산동에 국유임야 3필지 30ha 가량을 보안림으로 지정해달라고 요청한 데 이어, 1940년 2월 26일에는 마산동, 북송동, 매산동의 국유임야 7필지 16ha에 대해 국유림 편입을 건의해 관철시켰다. 현재는 광복 직후에 심어진 소나무가 북천수의 상당수를 차지하고 있다.
북천수의 일부였던 흥해서부초등학교의 학교숲은 2000년에 생명의숲, 유한킴벌리, 산림청이 공동 주최한 ‘제1회 아름다운 숲 전국대회’에서 우수상을 수상했다. 2003년부터 문화재청이 진행한 ‘마을숲 문화재 자원조사’에 따른 연구 보고서에서는 과거와 비교했을 때 북천수의 길이가 1,870m로 큰 감소는 없었으나, 그 폭이 70m로 비교적 크게 줄어 면적 감소에 영향을 끼쳤다고 평가했다. 2004년과 2005년에는 산림청이 진행하는 ‘전통마을 숲 복원사업’의 대상지로 선정되어 ‘흥해향토청년회’의 주도로 일대 정비를 거쳤다.
2006년 1월 5일, 문화재청은 마을숲 문화재 자원조사 대상지 94개소 중에서 천연기념물 지정 가치가 크고 보호가 시급한 마을 숲 3개소를 우선 선정하여 천연기념물로 지정 예고했고, 여기에 북천수도 포함되었다. 그리고 같은 해 3월 28일, 문화재청은 같은 조사를 통해 1등급으로 선정한 마을숲 57곳 중 천연기념물 지정 가치가 크고 보호가 시급한 경북 지역 마을숲 2개소인 북천수와 예천 금당실 송림을 천연기념물로 지정했다. 그러나 이후 2007년 7월 포항시의회가 “문화재청의 조사는 옛 문헌에만 의존해 이뤄져 현재의 소나무 군락을 이루고 있는 지역과 위치도 다르며, 지금 남아 있는 것도 이후 자신을 포함한 당시 주민들이 해방 후 심었기 때문에 수령이 훨씬 적어 천연기념물 지정은 잘못됐다.”라고 주장하는 흥해읍 주민의 의견을 청취하기도 했다.  2010년에 실시된 국립문화재연구소 자연문화재연구실의 연구에서는 수림지의 길이가 흥해서부초등학교를 포함하여 1,710m, 숲의 폭은 30~80m로 1938년 조사 결과보다 약 25%가 훼손되었다고 밝혔다. 2012년에는 포항시 내에서만 소나무 3만 본 이상이 재선충에 감염되면서 북천수 내에서도 피해가 발생해 일부가 벌채되기도 했다.

## 식생과 주변 환경

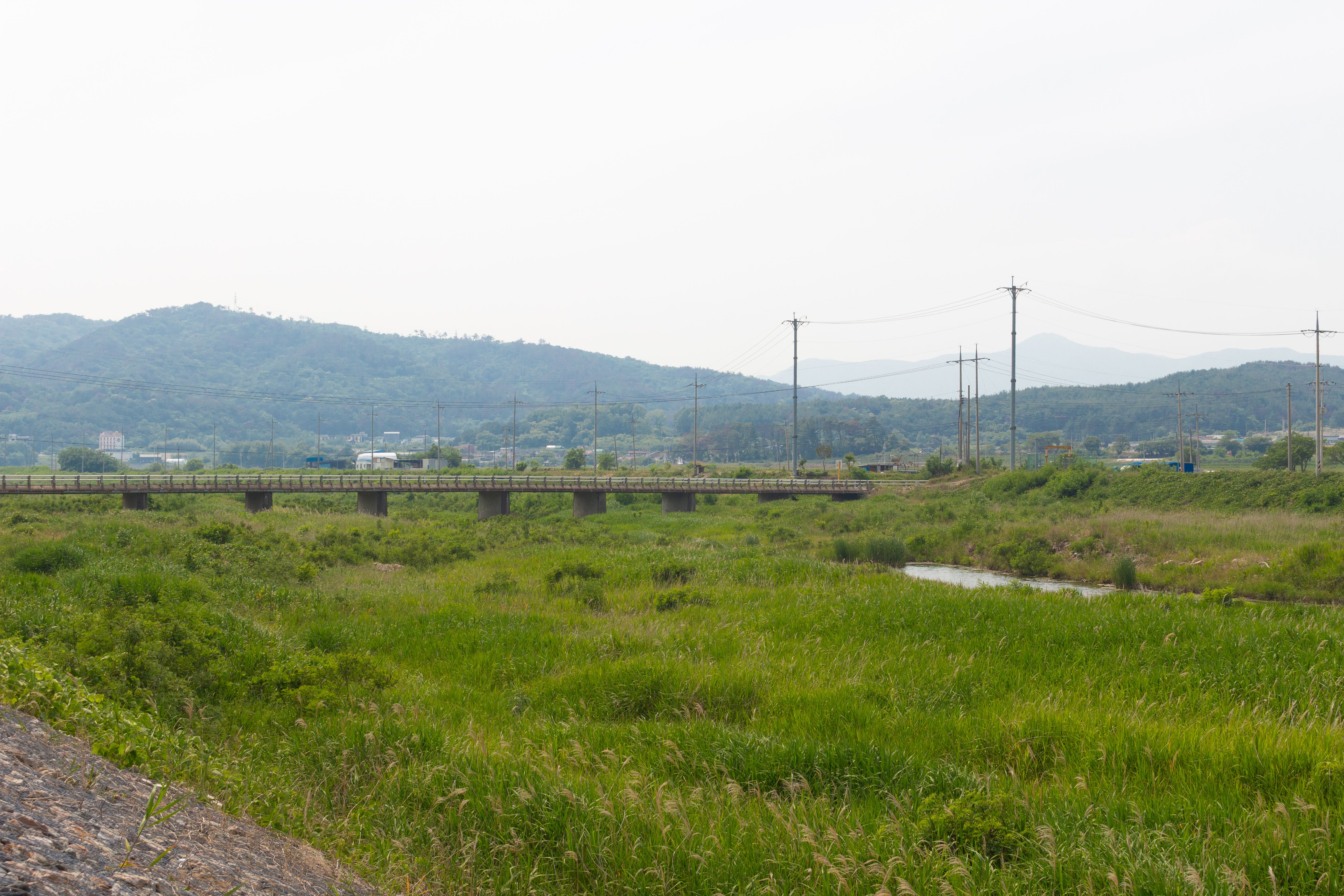
평소에는 유량이 적어 하천 바닥이 노출되어 있는 곡강천의 모습

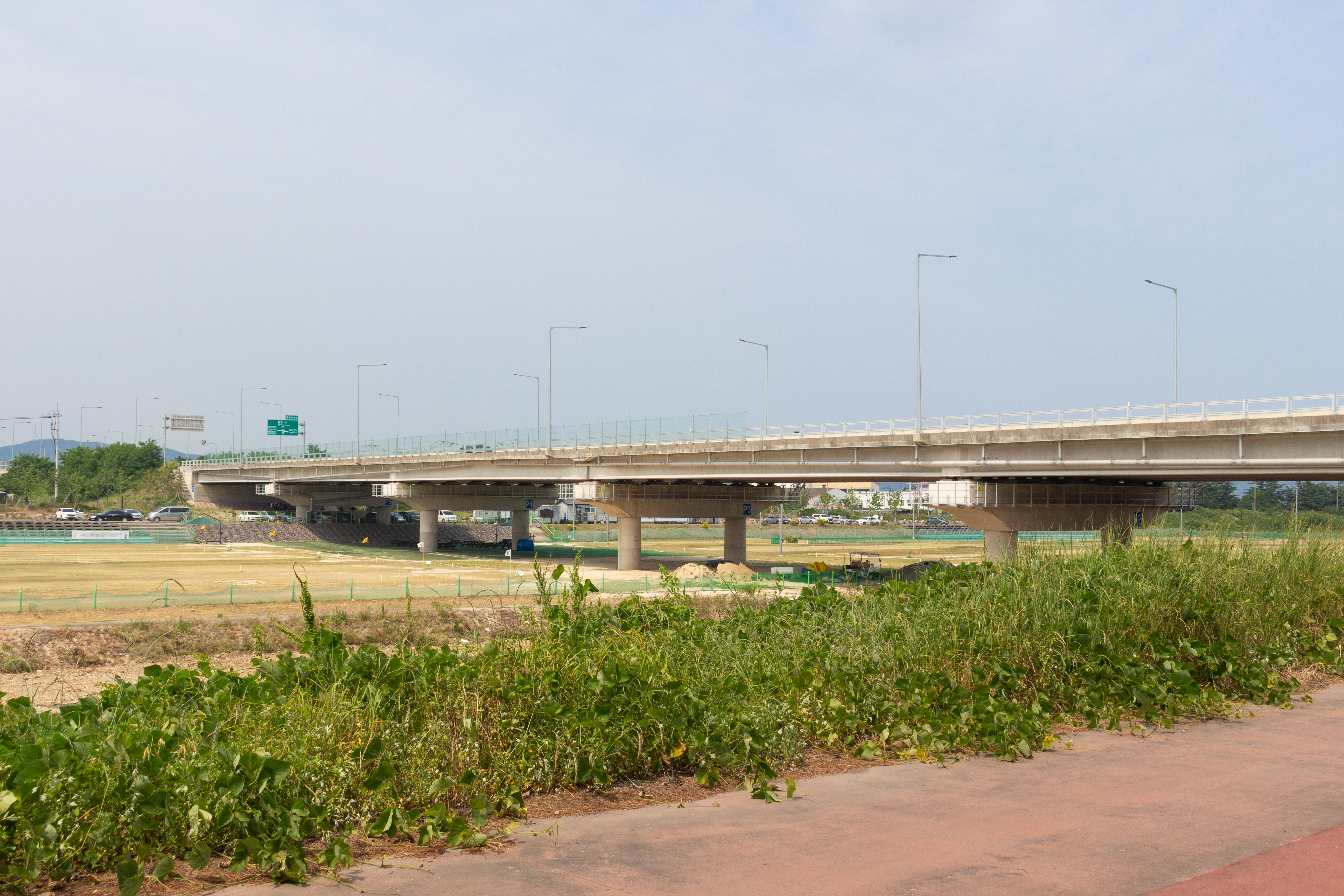
북천수 동쪽으로 지나가고 있는 7번 국도

북천수는 북천변을 따라 조성된 소나무와 곰솔 숲으로 이루어져 있는데, 소나무 숲은 흥해서부초등학교 내에만 존재하며 곰솔 숲은 천변을 따라 길게 분포되어 있다. 국립문화재연구소의 2010년 연구에 따르면 흉고직경 25cm 이상의 소나무, 곰솔이 식재된 지역이 50,603m2로 나타났다. 또한 대상법과 방형구법을 이용한 결과 교목-아교목 4,105주, 관목 166주로 총 4,339주가 식재되어 있을 것으로 예상했다. 관찰된 식물은 총 209종류였으며, 봄에 108종류, 여름에 50종류, 가을철 51종류가 관찰되었다. 토양은 양질사토, 사양토, 사질식토로 이루어져 있으며, 평균 수소 이온 농도 지수(pH)가 4.80으로 약한 산성 토양이었다. 또한 토양 내 유기물이 평균 2.42%로 전국 산림 토양의 평균값보다 낮은 값을 나타냈다.
마찬가지로 방형구법을 사용한 문화재청의 2003년 연구 보고서에 따르면 토양경도가 12~13mm(1kg/cm2)로 매우 심하게 나타났으며, 수목 활력도가 13.4 정도로 양호하지만 가루깍지벌레 피해가 매우 심하고 그을음병이 발생한 것으로 확인되었다. 이는 2010년 국립문화재연구소의 보고서에서도 유사한데, 이때에도 진딧물, 가루깍지벌레, 소나무좀, 솔잎혹파리 등의 수목병 및 해충이 발견되었으나, 수림지 전체적으로 병해충의 피해는 크지 않았다. 흥해서부초등학교 내에 있는 소나무의 경우 그을음병이 심각했으나, 이를 제외한 수림지는 부분적으로 깍지벌레, 진딧물, 소나무좀의 피해가 나타났고, 일부 수목에 설해(雪害)로 인한 줄기 부러짐 현상이 발생했다.
‘2010년 천연기념물 수림지 실태 조사 연구 보고서’에 따르면, 북천수는 수림지의 규모가 커서 야생동물의 은신처 및 서식처로 역할이 가능했으며, 외곽으로 대규모의 산림이 위치하고 있어 야생동물의 유입이 용이했다. 서식이 확인된 야생 조류는 188개체로, 봄철에 출현한 야생조류의 종수가 가장 많았고 가을철에 가장 적었다. 출현 현황을 살펴보면 꼬마물떼새, 뻐꾸기, 알락할미새 등의 여름 철새가 11종, 흰뺨검둥오리 등의 겨울 철새가 1종, 청다리도요 등 나그네새 1종, 참새, 붉은머리오목눈이, 멧비둘기 등 텃새 14종 확인되었으며, 천연기념물인 수리부엉이 1개체가 관찰되기도 했다. 기타 포유류로는 청설모, 너구리, 고라니도 일부 발견되었으며, 파충류는 능구렁이 사체가, 양서류는 참개구리와 청개구리의 서식이 확인되었다.
동서로 흥해분지를 통과하는 곡강천은 6월부터 9월까지 연 강수량의 절반 이상이 집중되는 계절적인 강수 편차, 깔때기 모양의 유로 형태, 좁은 유역 면적, 신생대 제3기 층에서 유입되는 다량의 풍화물 등에 영향을 받아 유량 변동이 심하고, 하절기에 범람이 잦아 농경지에 홍수 피해를 일으켜 지역 농민들에게 잦은 피해를 입혔다. 따라서 북천수의 조성의 주된 이유는 이러한 문제를 해결하기 위함이었다. 북천수의 해발고도는 20~25m가 27.8%를 차지하며, 외곽 산림과 하천 제방 일부 지역을 제외한 숲 주변 지역의 97.4%가 경사가 0~5°인 평탄지로, 북송리가 위치한 곡강천 남쪽이 해발고도가 낮아 하천의 범람이 북송리 방향으로 발생했고, 이는 수림지가 북송리에 조성되는 연유가 되었다. 1961년에 신광분지와 흥해분지의 경계가 되는 산지 사이에 협곡을 막아 용연저수지가 축조되었으며, 2014년 이후 저수지 제방을 댐식으로 재건설하여 태풍으로 인한 집중호우 시에 방류량을 조절해 홍수 피해를 예방할 수 있게 되었다.
한편, 북천수 동쪽으로는 국도 제7호선이 남북으로 지나가고 있으며, 숲으로 접근 가능한 도로는 왕복 2차선의 지방도가 유일하다. 주변 토지는 논, 밭, 과수원 등의 경작지와 농가주택으로 이용되고 있으며, 경작지의 일부는 과거 수림지였던 지역을 잠식한 것으로 판단된다. 북천수 주변에 분포한 문화유산으로는 천연기념물 제561호로 지정된 흥해향교 이팝나무 군락, 경상북도 기념물 제96호로 지정된 남미질부성, 경상북도 유형문화유산 제451호로 지정된 흥해향교 대성전, 경상북도 문화유산자료 제250호로 지정된 제남헌 등이 있다.

## 문화
매년 정월 대보름날이면 북송리에 속해 있는 자연부락인 큰마을, 건너각단, 양촌 마을 등의 주민들이 북천수에 모여 동제를 지냈다. 또한 이날 오후 3시에는 건너각단 마을 앞산 정상에서 산신제를 올렸는데, 저녁에 달집태우기를 한 후 전년도에 묻어둔 간수 병을 파내어 간수의 상태를 보고 그해의 길흉화복을 점치는 동시에 다시 간수를 채우고 제사를 지내는 풍습이 있다. 이러한 풍습의 기원에 대해서는 이야기가 전해지는데, 과거에 건너각단 마을에 큰 화재가 일어난 후 마을을 지나가던 풍수가 “마을 앞산이 ‘불 화’(火) 자의 형상이어서 마을에 불이 자주 나고, 불이 나면 반드시 연속해서 세 번 불이 난다.” 라고 말했고, 마을 주민들이 이에 대한 방책을 묻자 “산 정상에 구덩이를 파고 간수를 묻어 앞산의 화기를 눌러야 한다”라고 대답했다고 한다. 그때부터 마을 주민들은 산 정상에 소금물을 묻고 이 간수가 마르지 않도록 살피게 되었다. 간수는 별도로 구입하는 경우도 있지만, 주로 마을 주민이 햇소금에서 간수를 모아두었다가 사용하는 편이며, 산 정상에서 간수단지를 파내면 지난해에 꽂아놓은 솔가지를 제거한 뒤에 얇고 기다란 나뭇가지 하나를 꺾어 단지 속에 넣어 간수가 줄어든 양을 잰다. 간수가 많이 줄었다면 올해 흉년이 든다고 하고, 적게 줄었으면 풍년이 든다고 점치며, 줄어든 만큼 간수를 넘칠 정도로 부어주어 간수단지를 채운다.

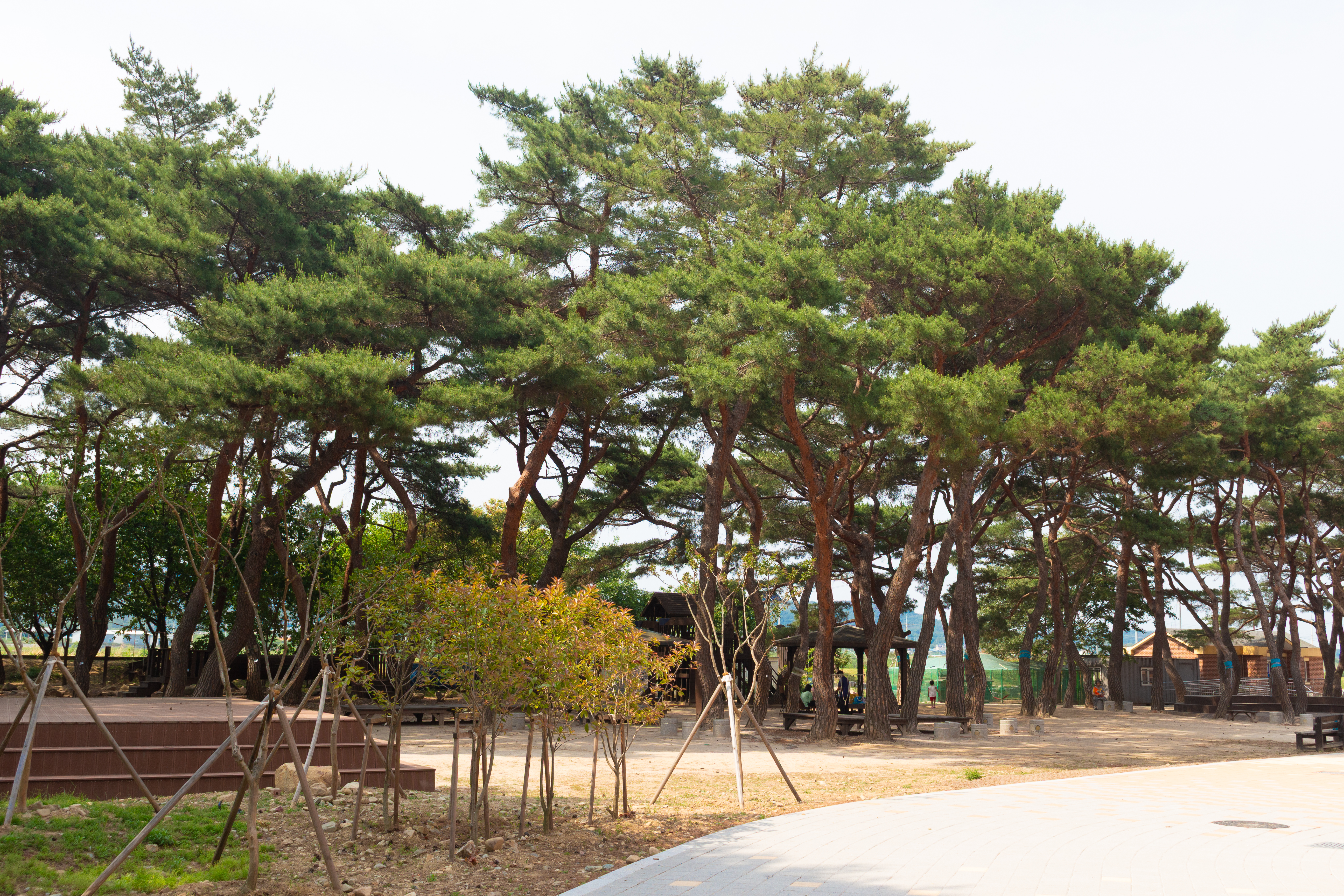
흥해서부초등학교 내의 소나무 숲

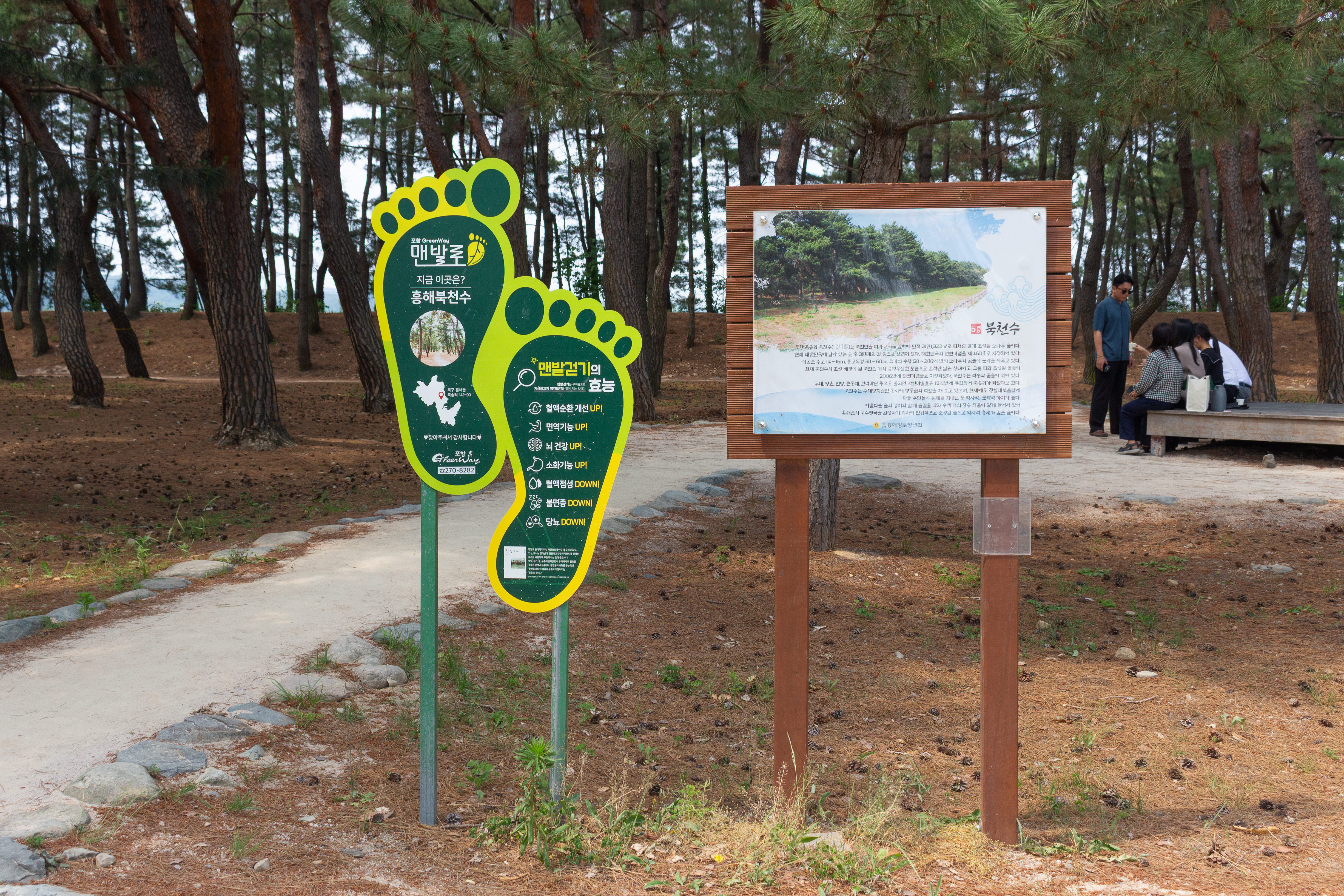
북천수 내에 설치되어 있는 맨발 걷기의 효능을 소개하고 있는 표지판

1923년 9월 1일에 발행된 《개벽》 제39호에서는 〈흥해의 북송정〉(興海의 北松亭)이라는 제목으로 일제강점기의 역사적 단절, 문화유산의 훼손, 자연 파괴와 공동체의 상실 등을 안타까워 하는 산문이 게재되었는데, 구체적인 내용은 아래와 같다.

예전의 흥해는 의창대군(義昌大郡)으로 장기(長鬐), 연일(延日)이 모두 이 군의 소속 현이었다. 그러나 당시의 형승(形勝)은 어느덧 변해버려 보잘 것 없이 되었다. 춘수(春水)의 뱃놀이로 피리와 북을 울리던 곡강의 노래와 춤의 무대도 “가노라 망창산(望昌山)아 다시 보자 곡강수야”라는 구슬픈 한 곡조의 노래만 남기고 별을 바라보던 위루(危樓)였던 남장대(南將臺)는 일본 아이들의 글방이 되고 말았다. 이렇게 오산칠경(鰲山七景)이라는 것은 모두 이 모양으로 도리어 듣고 보는 이로 하여금 상심(傷心)거리가 될 뿐이다... 하지만 그래도 북송정(北松亭)의 10리 길의 숲은 의연히 남은 옛 자취를 수호하며 남방의 풍광(風光)을 자랑하는 듯하다. 지금 북송동 대로변에 서있는 북천수유적비의 글을 보면 송정은 과연 남다른 역사를 가지고 있다. 일찍이 흥해 출신으로 명치(明治)의 업적을 이룩한 이득강이라는 이가 이 수림(藪林)을 가꾸어서 매년 일읍(一邑)의 고질병이 되어오던 북천의 수해(水害)를 근절하였다. 그리하여 이 송정이야 말로 금성탕지(金城湯池)로도 견줄 수 없는 가치가 있어 보인다. 그러나 이러함에도 불구하고 최근 갑오년간(甲午年間)에 세금을 거두는 관리인 안종덕은 당시 흉년의 시기를 이용하여 기근구제(飢饉救濟)의 미명하에 이 송림의 일부를 작벌(斫伐)하여 개인의 사복(私腹)을 채운 이래 다시 천고의 아름다운 옛 모습을 못 보게 되었으니 그 모습을 대하는 금일 기자의 가슴이 너무나 쓰리고 아프다.

시인 전상렬이 1972년에 발표한 산문집 《동해엽신·기타》(東海葉信·其他) 중의 〈세로송림〉(細路松林)에는 당시 흥해서부국민학교의 재산으로 관리되며 지역 주민에게 공원으로 제공되었던 북천수에 대한 언급이 나오는데, 구체적인 내용은 아래와 같다.

송림(松林)은 고가(古家)의 서까래 크기만한 나무들이 약 50m 폭으로 10리에 뻗쳐있다. 이것은 우리 학교의 재산이지마는 이곳 주민들의 공원이기도 하다. 원래는 곡강교에서부터 이 일대 백사지 전역에 걸쳐 우람한 거목이 하늘을 덮고 철새들이 서식하는 장관을 이룬 풍치림(風致林)이었으나, 일정 말의 마지막 발악이 황량폐허(荒凉廢墟)로 만들었고 광복 후 다시 솔씨가 돋아나서 이렇게 연목거리로 자란 것이라 한다. 이 松林의 서쪽 끝에 흥해서부국민학교가 아담한 이층 건물로 자리 잡고 있다. 李成雨교장과 일배주 나누고 황혼에 나서면 되가리 무논에 성큼성큼 목을 뽑던 황새 떼도 어디론지 날아가 버리고 장기 메고 돌아가는 농부의 등 뒤에서 개구리 소리 걀걀거리는 들길을 뭐 그리 바쁠 것도 없구먼. 시간은 어차피 人生을 적당한 위치에 날라다 줄테니까.

예로부터 북송리를 중심으로 전해 내려오던 ‘포항흥해농요’는 1970년대부터 농업의 기계화와 이농현상으로 인해 전승에 위기를 맞았다. 하지만 1990년대부터 북송리와 죽천리를 중심으로 학계의 채록과 연구가 이뤄졌으며, 2018년에는 지역 주민으로 이루어진 ‘포항흥해농요보존회’가 설립되어 농요 전승 및 복원을 위해 힘써왔다. 이 과정에서 보존회는 북천수 일대에서 ‘모심는소리’, ‘논매는소리’, ‘지게목발소리’, ‘어사용’과 같은 흥해농요 재현 행사를 진행하거나, 예천공처농요와 교류전을 갖기도 했다. 그리고 포항흥해농요는 2024년 12월 19일 경상북도 무형문화유산으로 등재되었으며, 이는 포항시 최초의 무형유산 단체종목 지정이었다.
한편 포항시청에서는 맨발 걷기에 대한 관심이 높아짐에 따라 2020년 8월에 시내 주요 도시숲, 수변공간을 대상으로 맨발 걷기에 편리하고 경관이 우수한 ‘맨발로(路) 8선’을 발표했는데, 북천수는 8선 중 하나로 선정되었다. 이후 이 목록은 2022년 6월까지 30선으로 확대되었다. 그러나 2023년 말에는 포항시청이 제출한 북천수 세족시설 설치 예산 1,500만 원에 대해 시의회가 전액 삭감을 추진하다 주민 반발로 철회되기도 했다. 이외에도 흥해읍에서는 흥해향토청년회의 주관으로 2022년부터 흥해 관광명소 9경(九景)을 알리는 ‘흥해 9경 문화축제’를 개최하고 있는데, 북천수는 9경 중 하나로 선정되었다.

## 사진

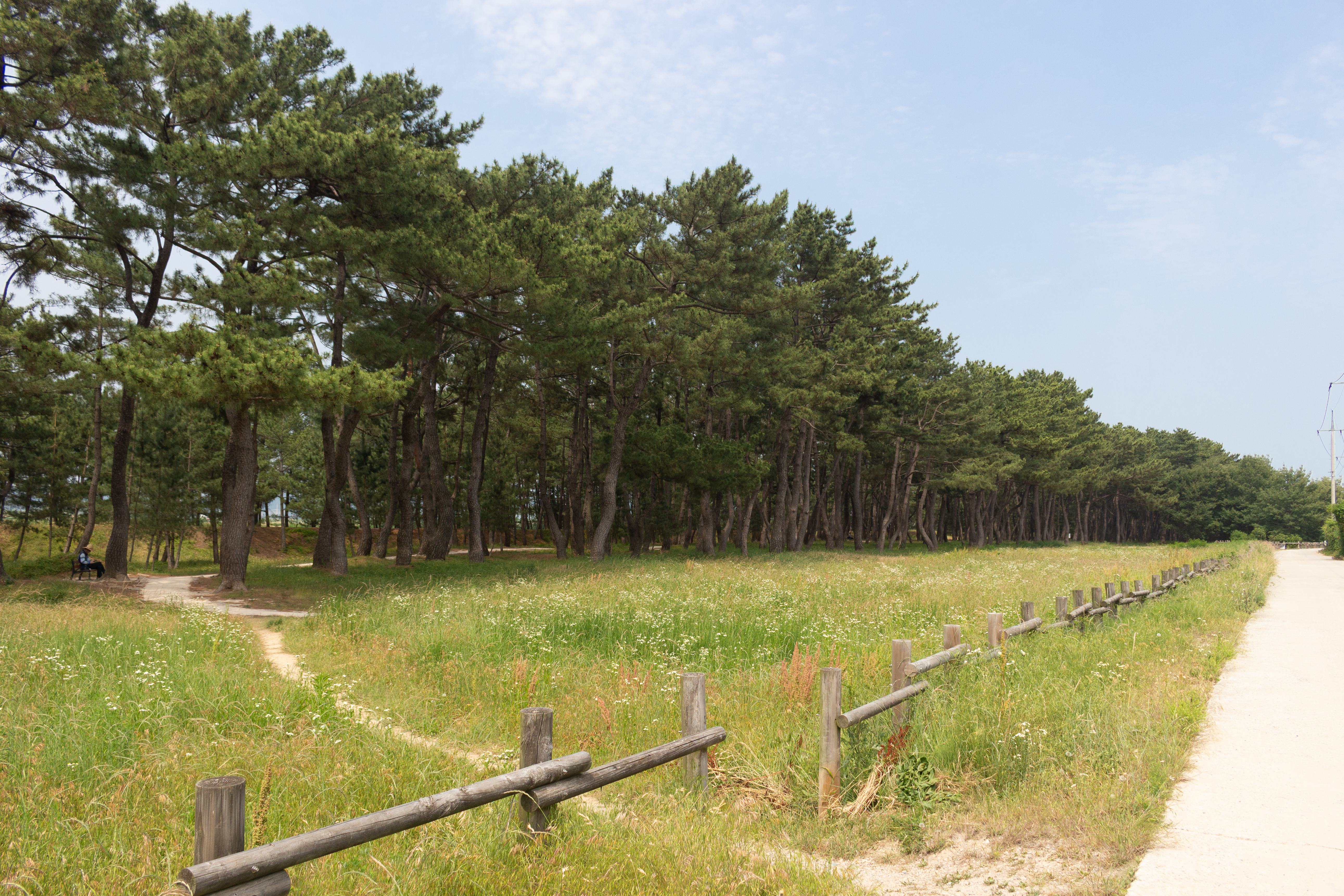
북천수의 전경
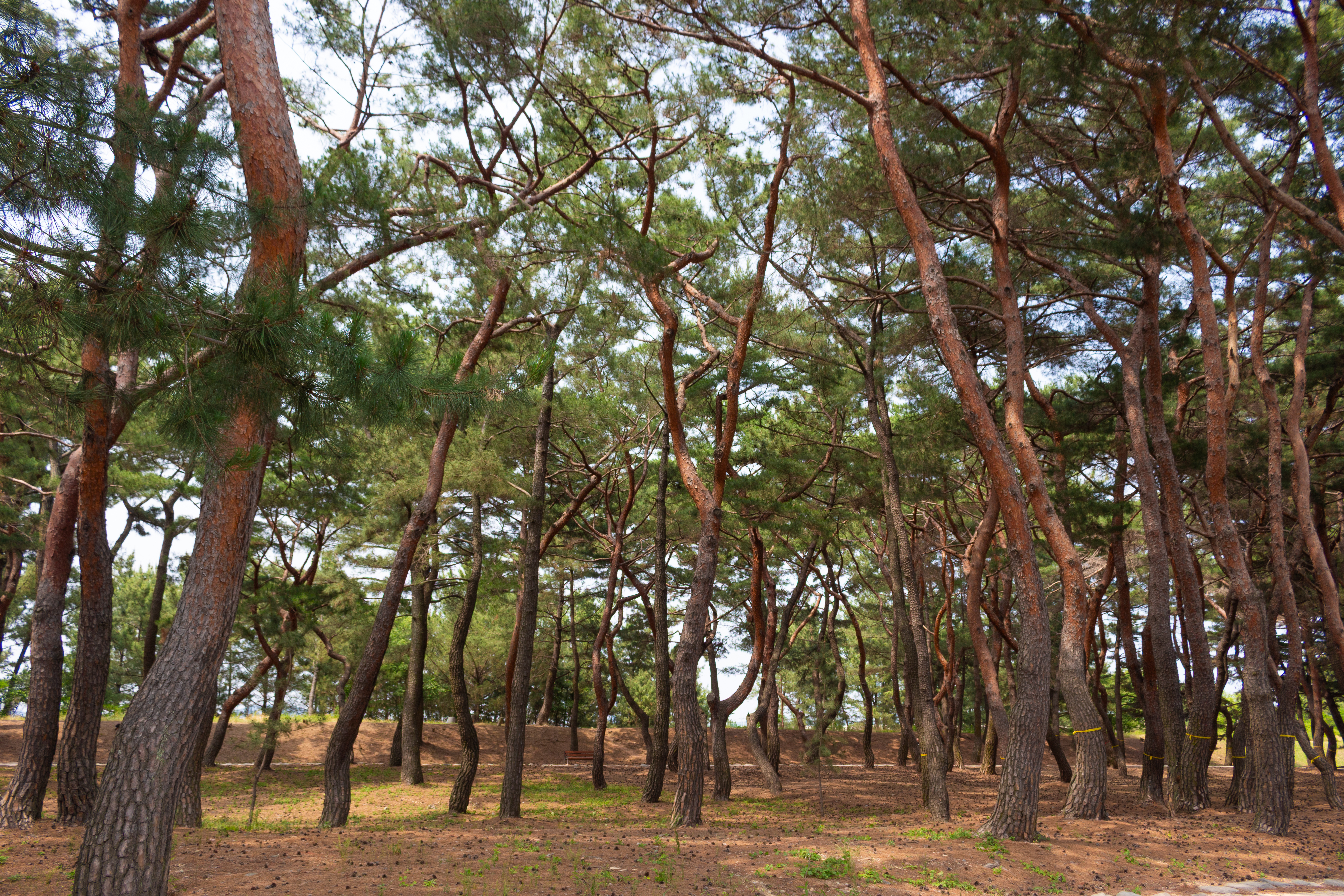
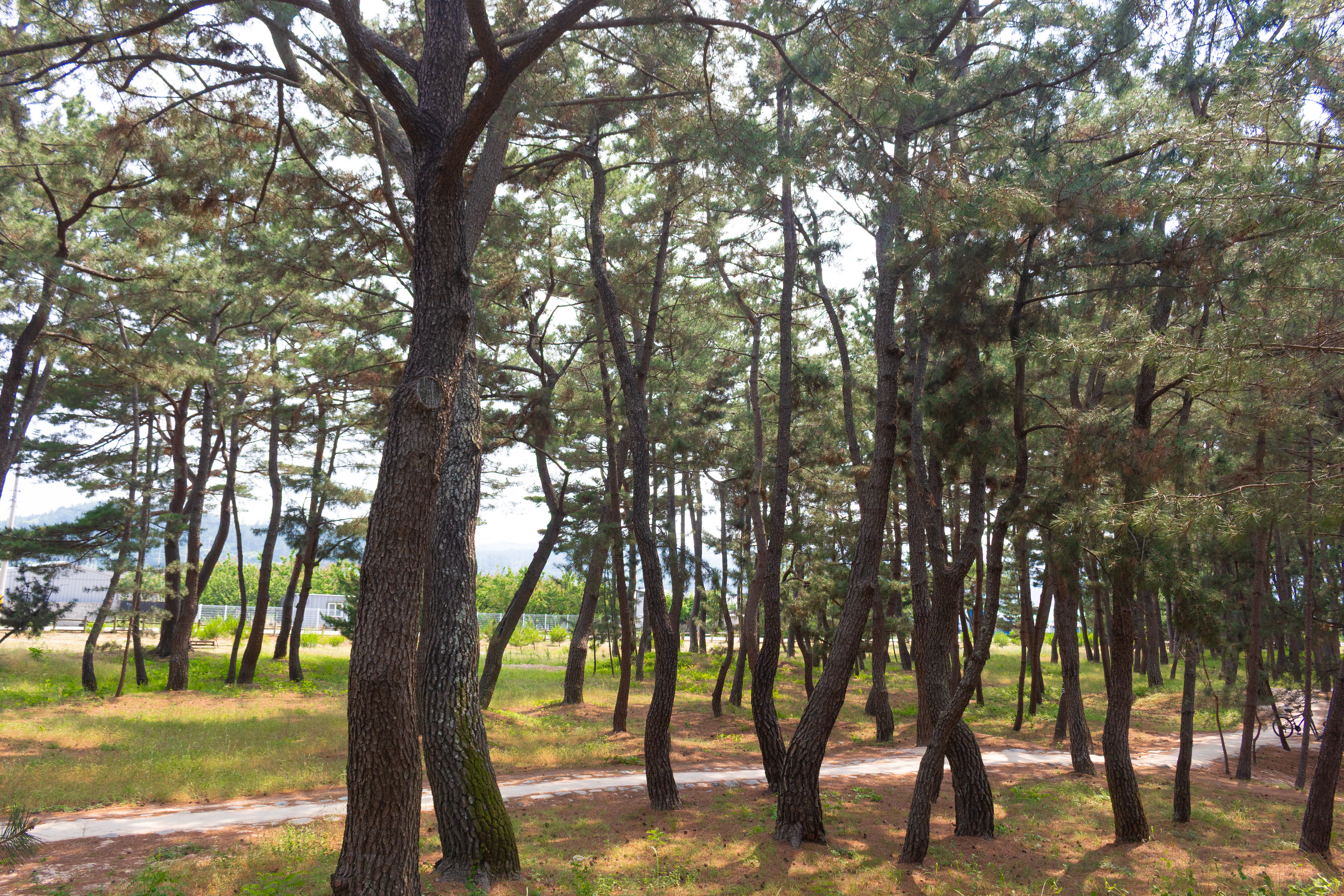
무성하게 우거진 소나무들의 모습
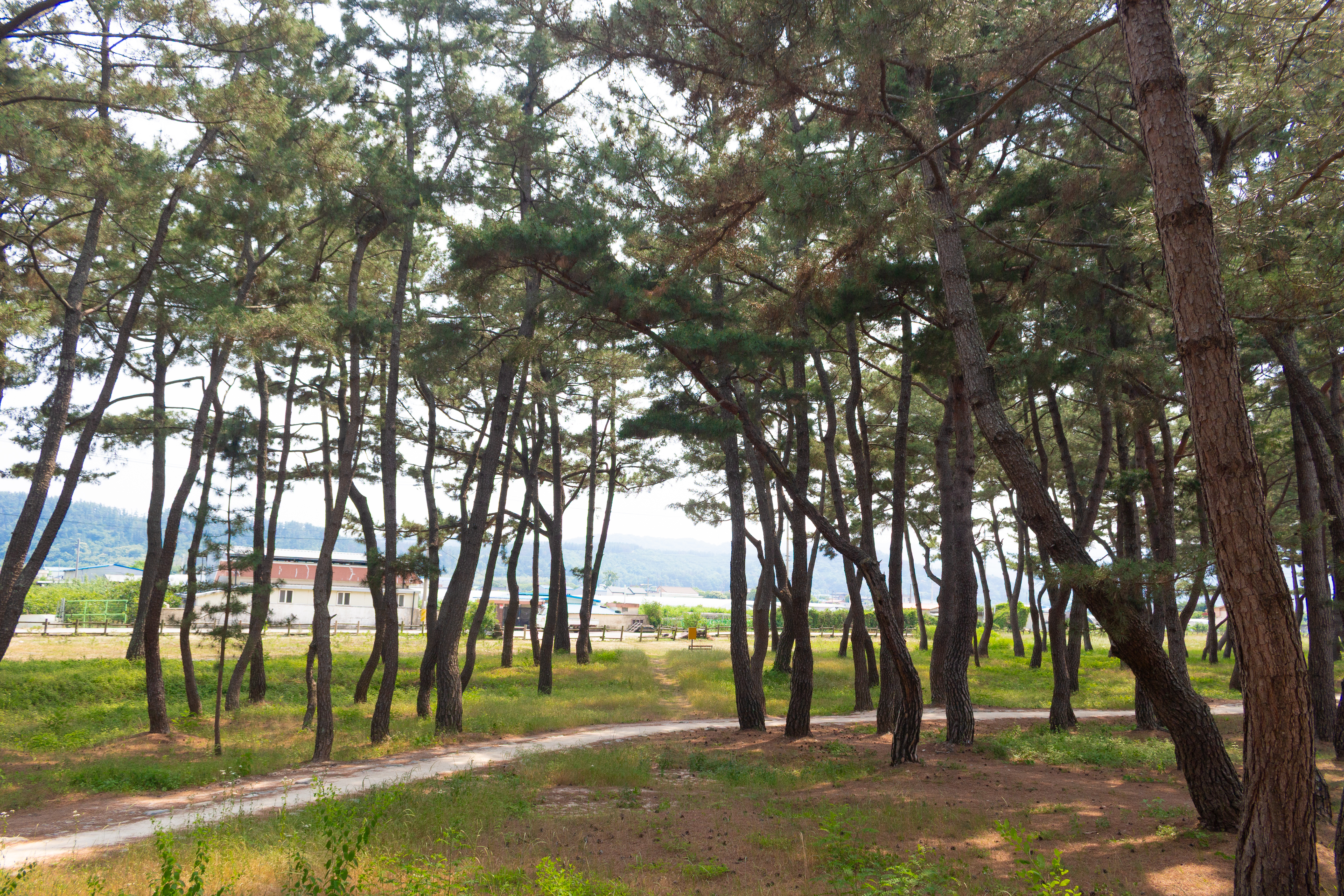
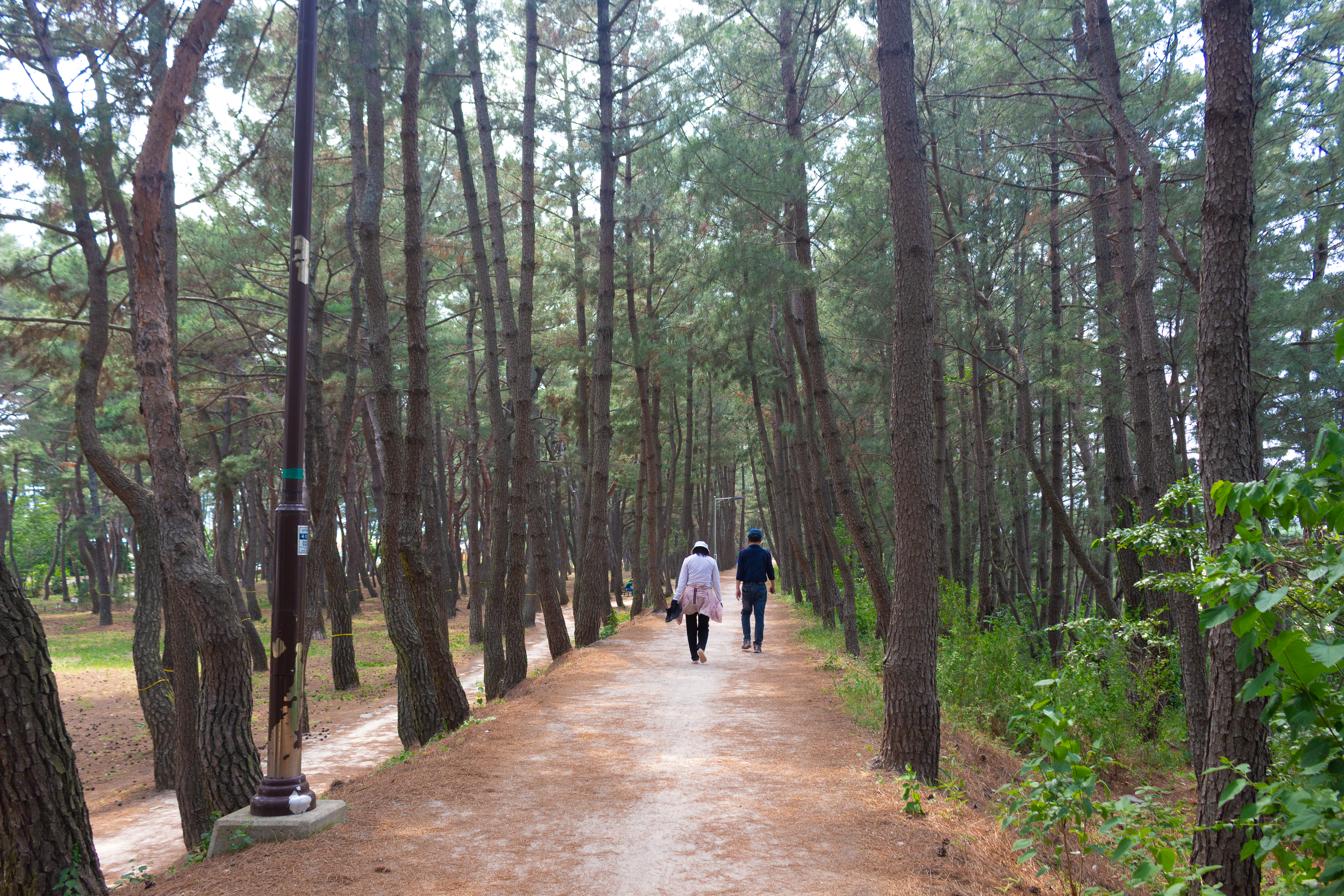
산책로를 따라 걷고 있는 사람들의 모습
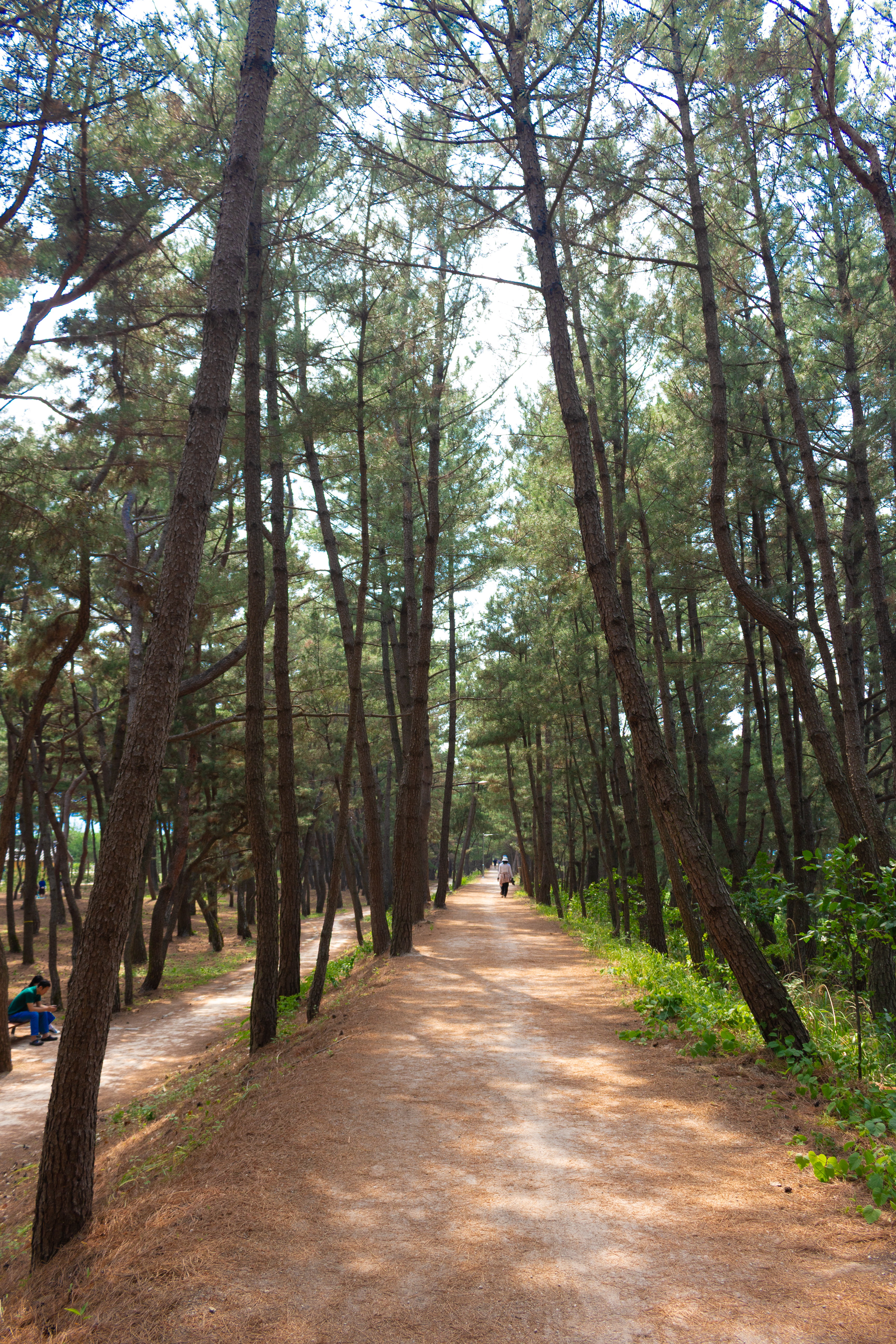
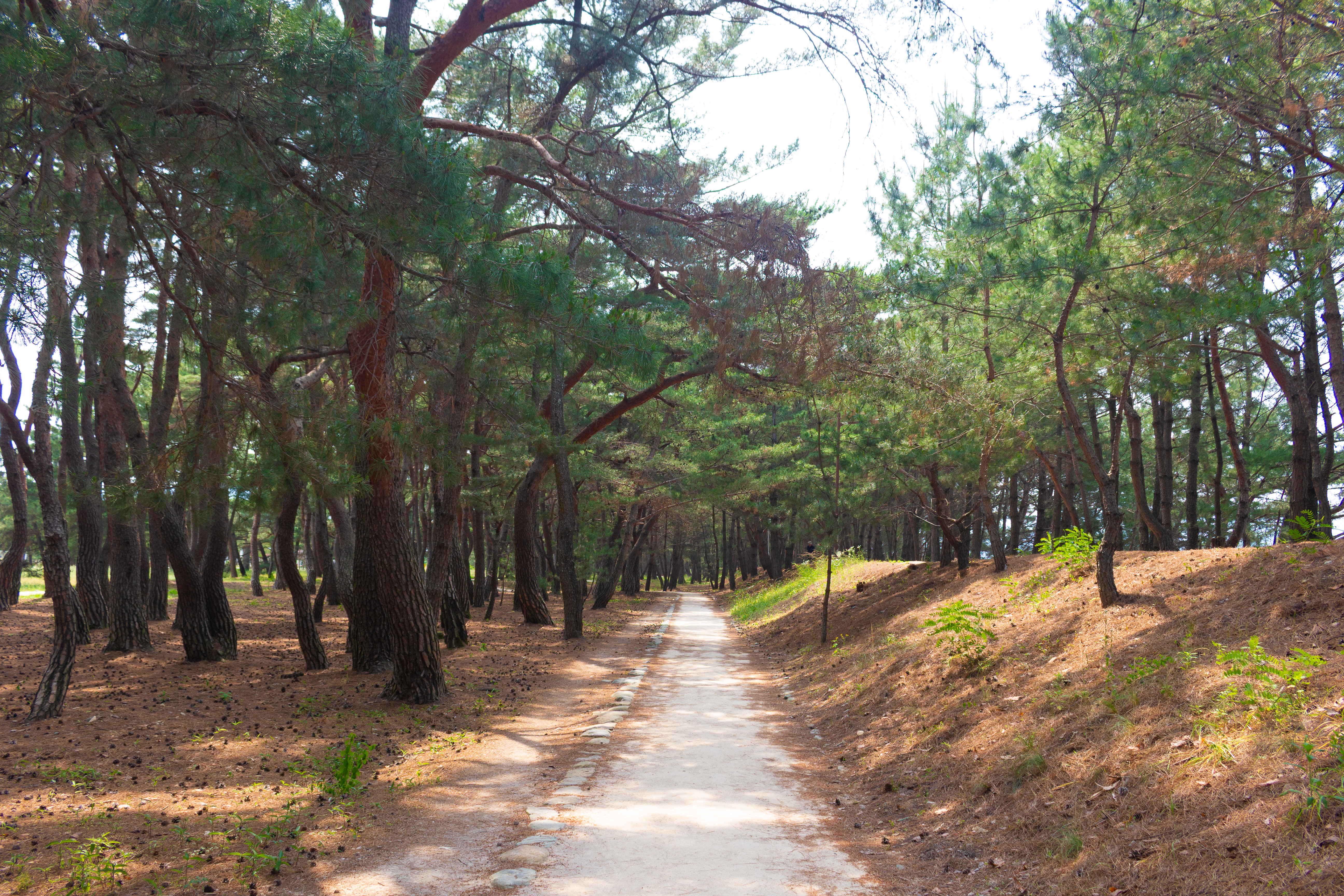
산책로의 모습
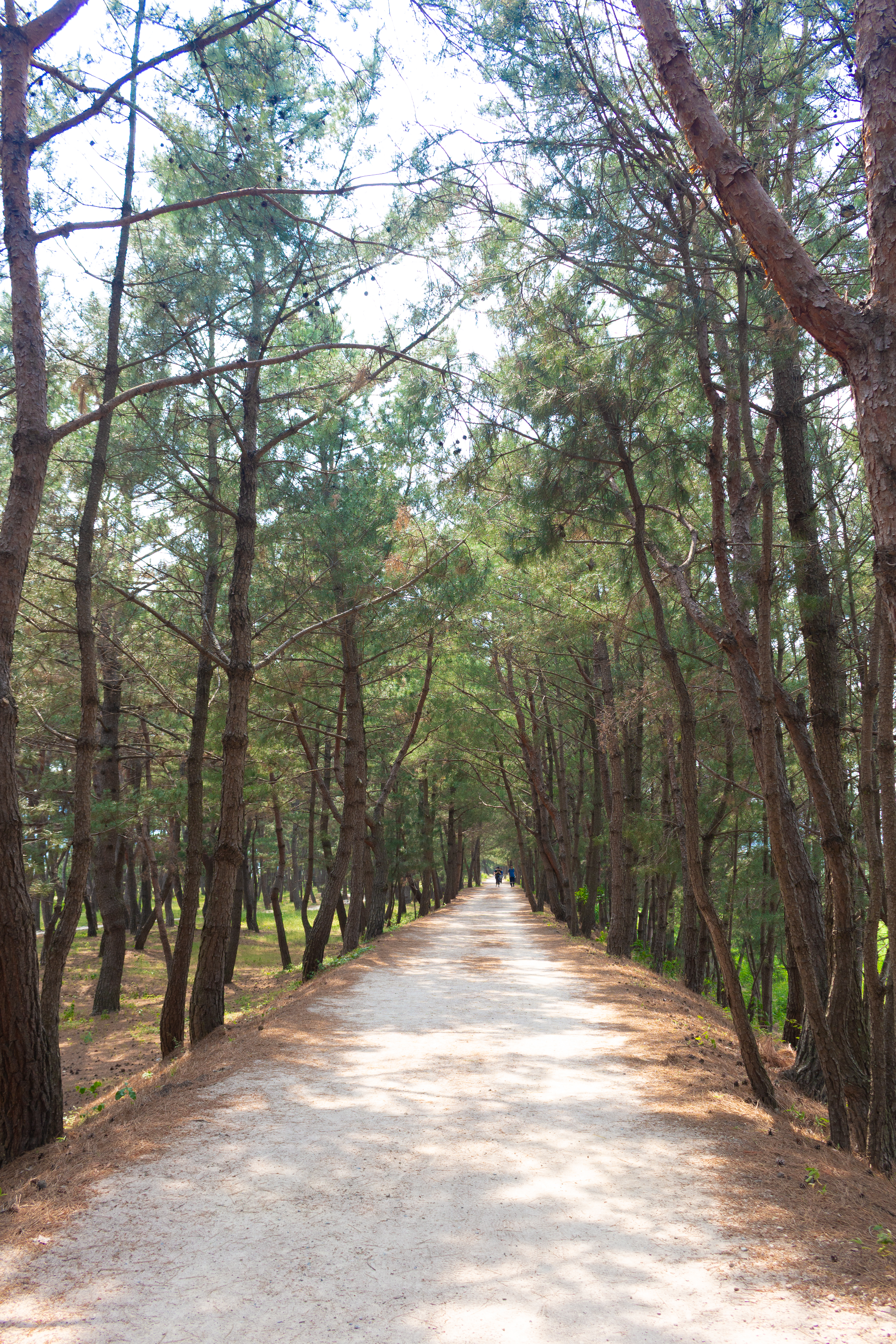
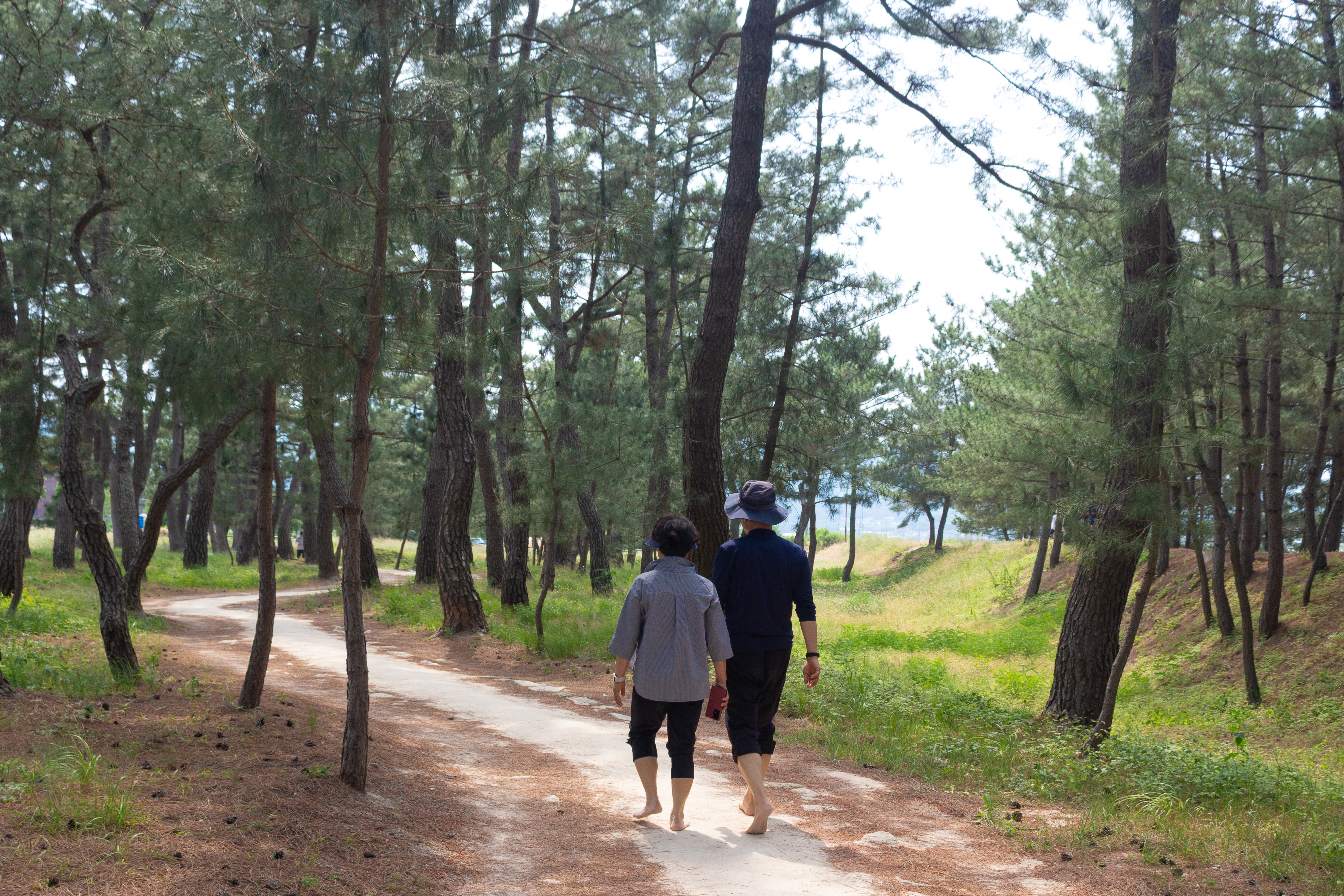
맨발 걷기를 즐기고 있는 주민들의 모습
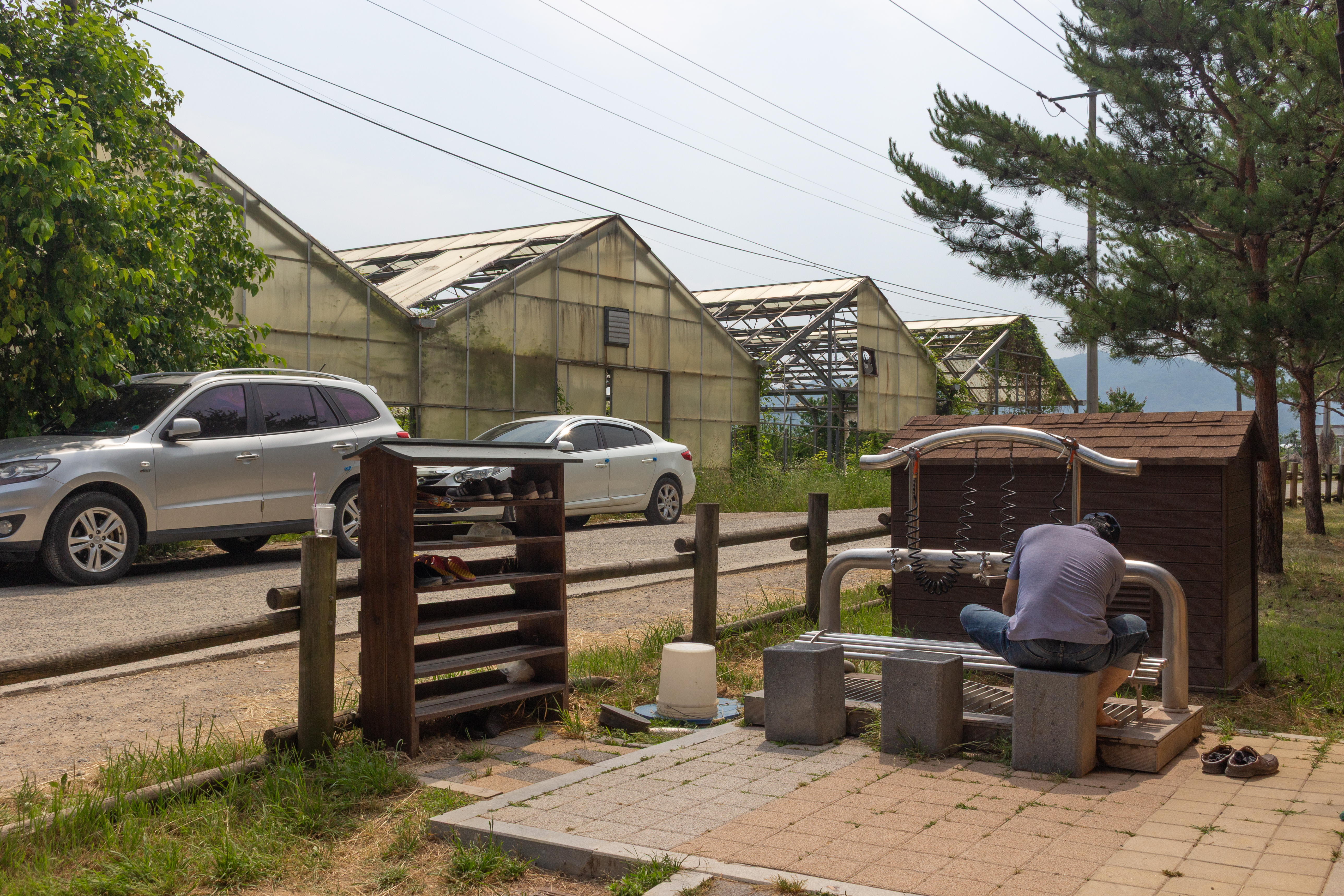
맨발 걷기를 하는 주민들을 위한 신발장과 세족시설
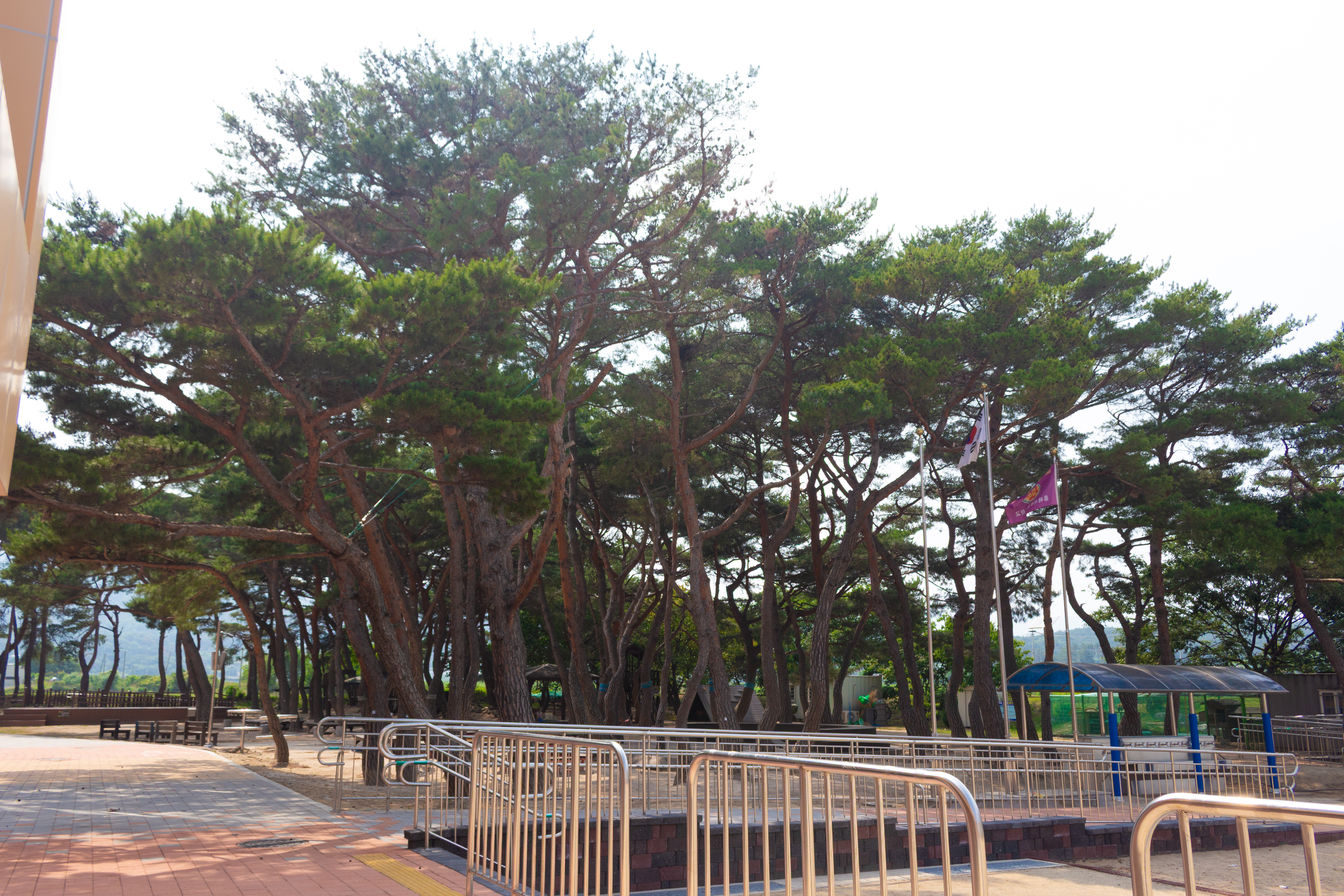
흥해서부초등학교에 남아 있는 숲의 모습

## 같이 보기
- 대한민국의 천연기념물 (제401호 ~ 제500호)
- 곡강천
- 흥해서부초등학교
- 포항 흥해향교 이팝나무 군락

### 내용주
1. ↑  현존하는 북천수의 면적에 대해서는 자료마다 수치가 다르다. 문화재청의 2003년 마을숲 문화재 자원조사 연구보고서에서는 면적을 34,700평(약 114,711㎡)으로 기록하고 있으며,[1] 국가유산청이 운영하고 있는 종합정보시스템인 국가유산포털에서는 면적을 191,229㎡로 기재하고 있다.[2] 반면, 2010년에 실시된 국립문화재연구소 자연문화재연구실의 연구에서는 천연기념물 지정 면적과 수림지 면적을 구분하여 각각 211,923㎡와 59,021㎡로 기록하고 있다.[3] 이 문서에서는 국가유산청 국가유산포털에서 기재된 수치를 따른다.
2. ↑  포항 북송리 북천수는 본디 천연기념물 제468호였으나, 2021년 11월 19일 문화재청 고시에 따라 문화재 지정번호가 폐지되었다.[4]
3. 1 2  조선총독부가 시행한 국유림구분조사에 따르면, 요존치 예정임야는 국토보안 및 산림경영상 국가소유로 보존할 필요가 있는 임야이며, 다시 갑종(甲種)과 을종(乙種)으로 구분되었다. 이 중에서 ‘을종요존예정임야’는 장차 존치할 필요가 없어지거나 특별히 해제할 필요가 있을 때에는 처분할 수 있도록 했다. 반면 불요존임야는 요존치 예정임야에 해당되지 않는 국유임야로, 그중‘제1종불요존임야’는 일반에게 개방이 가능한 연고자가 없는 임야를 의미했다.[19]
4. ↑  삼림령 제10조 ①조선총독은 현지주민에게 국유삼림의 보호를 하게하고, 보수로 산물의 일부를 양여할 수 있다. ②전항의 삼림보호에 대하여는 현지주민이 연대하여 책임을 진다. ③현지주민의 고의 또는 중대한 과실로 인하여 삼림에 손해가 발생한 때에는 배상하게 할 수 있다.[20]
5. ↑  이 내용은 원문을 현대 한국어에 알맞게 번역한 내용으로, 당시 개벽에 실렸던 원문은 아래와 같다.
“往昔의 興海는 義昌大郡으로 長鬐, 延日이 모다 이 郡의 領縣이 되얏섯다. 그러나 당시의 形勝은 어느덧 발서 보잘 것 업시 되얏다. 春水의 배노리로 笳鼓를 다토던 曲江의 歌舞地도 『가노라 望昌山아 다시 보자 曲江水야』 구슬푼 一曲의 노래만 남겨오고 危樓望辰의 南將臺는 日本 兒孩들의 글방이 되고 말엇다. 이러케 鰲山七景이라든 것은 모다 이 모양으로 도리여 듯고 보는 이로 하야금 傷心거리만 될 뿐이다... 만은 그래도 北松亭의 10里長林은 의연히 殘廓을 수호하야 남방의 風光을 자랑하는 듯 하다. 지금 北松洞 대로변에 서잇는 北川藪遺蹟碑의 글을 보면 松亭은 과연 남다른 역사를 가지고 왓다. 일즉이 興海倅로 明治의 績을 일우는 李得江이라는 이가 이 藪林을 양식하야 매년 一邑의 固疾이 되야오던 北川의 水害를 근절하얏다. 그리하야 이 松亭이얌말로 金城湯池로도 밧글 수 업는 가치가 잇서 뵈인다. 그러나 이러함도 불구하고 최근 甲午年間에 聚歛吏 安鍾德은 일시 歉農의 機를 이용하야 飢饉救濟의 美名下에서 이 송림의 일부를 斫伐하야 개인의 私腹을 충족한 이래 다시 千古美의 舊態를 못보게 되얏슴은 이 얼골을 대하는 금일 記者의 가슴이 너무나 쓰리고 앏흐다.”[51]

### 참조주
1. 1 2  문화재청 2003, 139쪽.
2. 1 2  국가유산청.
3. ↑  이승주, 김동욱 & 허복수 2011, 47쪽.
4. ↑  문화재청 정책총괄과 2021.
5. 1 2  이재원 2023, 159쪽.
6. ↑  서울대학교 규장각한국학연구원.
7. ↑  德光宣之 1938, 160~161, 164쪽.
8. ↑  민석규 2023, 53쪽; 이재원 2023, 157쪽.
9. ↑  일성록 1802.
10. ↑  한글 학회 1979, 227쪽.
11. ↑  이재원 2020, 18쪽; 강판권 2023.
12. ↑  포항시청 문화예술과 2019.
13. ↑  고종실록 1866.
14. 1 2 3  이재원 2020, 19쪽.
15. ↑  이재원 2023, 160쪽.
16. ↑  德光宣之 1938, 162쪽; 박일천 1967, 145쪽.
17. ↑  민석규 2023, 66~67쪽; 명남재 2015, 81쪽.
18. ↑  명남재 2015, 80쪽; 德光宣之 1938, 159쪽.
19. ↑  최인화 2007.
20. ↑  조선총독부 1911.
21. 1 2 3  홍금수 2021, 9쪽.
22. ↑  홍금수 2021, 7쪽.
23. ↑  德光宣之 1938, 160~161, 164쪽; 德光宣之 1937, 727~728쪽.
24. ↑  동아일보 1938.
25. ↑  생명의숲.
26. ↑  문화재청 2003, 140쪽.
27. ↑  산림청 도시숲경관과 2020; 모용복 2021.
28. ↑  문화재청 2006a.
29. ↑  문화재청 2006b.
30. ↑  이상원 2007.
31. ↑  이승주, 김동욱 & 허복수 2011, 56쪽.
32. ↑  박정노 2012.
33. 1 2  이승주, 김동욱 & 허복수 2011, 49쪽.
34. ↑  이승주, 김동욱 & 허복수 2011, 53~54쪽.
35. ↑  허복수 외. 2010, 202~207쪽.
36. ↑  허복수 외. 2010, 200쪽.
37. ↑  문화재청 2003, 141쪽.
38. ↑  허복수 외. 2010, 226쪽.
39. ↑  허복수 외. 2010, 222~225쪽.
40. ↑  민석규 2023, 44~45쪽.
41. ↑  이승주, 김동욱 & 허복수 2011, 48쪽.
42. ↑  허복수 외. 2010, 198쪽.
43. ↑  민석규 2023, 57쪽.
44. ↑  민석규 2023, 50~51쪽.
45. ↑  이승주, 김동욱 & 허복수 2011, 45쪽.
46. ↑  허복수 외. 2010, 196쪽.
47. ↑  허복수 외. 2010, 195쪽.
48. ↑  이재원 2020, 19쪽; 문화재청 2003, 140~141쪽; 강경혜 외 2024, 420쪽.
49. ↑  강경혜 외 2024, 421쪽.
50. ↑  강경혜 외 2024, 423쪽.
51. ↑  천도교청년회 1923, 111~112쪽.
52. ↑  명남재 2015, 75쪽.
53. 1 2  권수진 2024; 박창원 2025.
54. ↑  곽성일 2020; 윤희정 2021.
55. ↑  신동선 2023; 곽성일 2023.
56. ↑  포항시청 그린웨이추진과 2020.
57. ↑  포항시청 그린웨이추진과 2023.
58. ↑  모용복 2024.
59. ↑  이영균 2024.

### 참고 문헌
- 문화재청 (2003년 12월 20일). 《마을숲 문화재 자원조사 연구보고서》. 대전: 문화재청. 137~143쪽. 2025년 5월 28일에 확인함.
- “천연기념물 포항 북송리 북천수 (浦項 北松里 北川藪)”. 《국가유산포털》. 국가유산청. 2025년 6월 10일에 확인함.
- 이승주; 김동욱; 허복수 (2011). “천연기념물로 지정된 농촌지역 마을 수림지 식물생태계 분석 - 천연기념물 제468호 포항 북송리 북천수를 대상으로 -”. 《농촌계획》 (한국농촌계획학회) 17 (1): 43~58. doi:10.7851/ksrp.2011.17.1.043. 2025년 5월 28일에 확인함.
- 문화재청 정책총괄과 (2021년 11월 16일). “문화재 지정(등록)번호 삭제 및 문화재명 표기 방식 변경 고시”. 《국가유산청》. 2025년 7월 4일에 확인함.
- 이재원 (2023년 2월 27일). 《포항의 문화유산》. 포항: 도서출판 나루. ISBN 9791197855979.
- “1872년지방지도”. 《규장각 원문검색서비스》. 서울대학교 규장각한국학연구원. 2025년 5월 26일에 확인함.
- 德光宣之 (1938). 《朝鮮の林藪》 (일본어). 朝鮮總督府林業試驗場.
- 민석규 (2023년 2월 28일). 《지리적 시선으로 본 포항의 읍성》. 포항: 도서출판 나루. ISBN 9791198226105.
- 《도목 정사에 대해 하비(下批)하였다.》. 일성록. 1802년 1월 9일. 2025년 5월 25일에 확인함.
- 한글 학회 (1979). 《한국지명총람 6 : 경북편 3》. 서울: 한글 학회.
- 이재원 (2020년 5월 3일). 《포항의 숲과 나무》. 포항: 도서출판 나루. ISBN 9791195689835.
- 강판권 (2023년 3월 8일). “천년의 기억, 천연기념물 나무 기행(36)-포항 북송리 북천수(1)”. 《네이버 프리미엄콘텐츠》. 2025년 5월 24일에 확인함.
- 포항시청 문화예술과 (2019). 《포항시 관내 선정비 현황조사 및 원문 번역 용역 보고서》. 포항: 포항시청.
- 《양이들이 문수 산성을 점령하다》. 고종실록. 1866년 9월 19일. 2025년 5월 26일에 확인함.
- 박일천 (1967). 《일월향지》. 일월향지편찬위원회. 2025년 5월 31일에 확인함.
- 명남재 (2015년 10월 31일). “곡강천의 수해방지림, 북천수” (PDF). 《하천과 문화》. 11권 4(가을)호 (서울: 한국하천협회). 75~82쪽. 2025년 5월 31일에 확인함.
- 최인화 (2007년 12월 1일). “국유림구분조사”. 《국가기록원》. 2025년 6월 10일에 확인함.
- 조선총독부 (1911년 9월 1일). “삼림령”. 《국가법령정보센터》. 법제처. 2025년 6월 10일에 확인함.
- 홍금수 (2021). “흥해평의 치수와 관개”. 《문화역사지리》 (한국문화역사지리학회) 33 (4): 1~33. doi:10.29349/jchg.2021.33.3.1. 2025년 5월 31일에 확인함.
- 德光宣之 (1937). “朝鮮に於ける河岸林の治水及利水事例”. 《日本林學會誌》 (일본어) (日本林學會) 19 (12): 720~743. doi:10.11519/jjfs1934.19.12_720. 2025년 5월 31일에 확인함.
- “一萬面民生命線인 北阡林에盜伐盛行”. 《동아일보》 (흥해). 1938년 10월 26일. 3면. 2025년 5월 31일에 확인함 – 네이버 뉴스 라이브러리 경유.
- “역대수상지리스트”. 《생명의숲》. 2025년 6월 9일에 확인함.
- 산림청 도시숲경관과 (2020년 11월 24일). “전통마을숲 복원사업 대상지 목록('03~'19)”. 《산림청》. 2025년 5월 29일에 확인함.
- 모용복 (2021년 7월 4일). “백강훈 의원, 북천수 복원 청년운동가 '흥해 부흥 일꾼'으로”. 《경북도민일보》. 2022년 5월 24일에 원본 문서에서 보존된 문서. 2025년 6월 10일에 확인함.
- 문화재청 (2006년 1월 4일). ““포항 북송리 북천수” 등 천연기념물 지정 예고” (보도 자료). 대전: 문화재청. 2025년 5월 29일에 확인함.
- 문화재청 (2006년 3월 27일). “「포항 북송리 북천수」, 「예천 금당실 송림」천연기념물 지정” (보도 자료). 대전: 문화재청. 2025년 5월 29일에 확인함.
- 이상원 (2007년 7월 5일). “천연기념물 흥해읍 북천수 조성시기 이의 제기”. 《매일신문》 (포항). 2025년 5월 28일에 원본 문서에서 보존된 문서. 2025년 5월 29일에 확인함.
- 박정노 (2012년 3월 27일). “포항 천연기념물 ''흥해 북천수'' 고사 위기”. 《노컷뉴스》 (포항). 2025년 5월 28일에 원본 문서에서 보존된 문서. 2025년 5월 29일에 확인함.
- 허복수; 이범영; 김효정; 김동욱; 이승주 (2010). 《천연기념물 수림지 실태 조사 연구 보고서》. 대전: 국립문화재연구소 자연문화재연구실. 189~236, 483~508쪽. 2025년 6월 14일에 확인함.
- 강경혜 외 36명 (2024년 12월 19일). 《한국의 마을신앙-대구광역시·경상북도 1》. 서울: 국립민속박물관. 418~427쪽. ISBN 978-89-289-0418-1. 2025년 7월 10일에 확인함.
- “동해안의 大都市”. 《개벽》 (천도교청년회). 1923년 9월 1일. 106~113쪽. 2025년 6월 17일에 확인함 – 한국사데이터베이스 경유.
- 권수진 (2024년 12월 22일). “지역 대표 민요, ‘포항 흥해농요’ 경상북도 무형유산 됐다”. 《대경일보》. 2025년 6월 2일에 원본 문서에서 보존된 문서. 2025년 6월 2일에 확인함.
- 박창원 (2025년 1월 14일). “경상북도 무형유산이 된 포항흥해농요”. 《경북매일》. 2025년 6월 2일에 원본 문서에서 보존된 문서. 2025년 6월 2일에 확인함.
- 곽성일 (2020년 10월 25일). “포항흥해농요보존회, 제1회 벼베기 체험·새끼꼬기 대회 성료”. 《경북일보》. 2025년 6월 2일에 원본 문서에서 보존된 문서. 2025년 6월 2일에 확인함.
- 윤희정 (2021년 10월 25일). ““어절씨구~” 황금들판 배경으로 풍악 울려퍼져”. 《경북매일》. 2025년 6월 2일에 원본 문서에서 보존된 문서. 2025년 6월 2일에 확인함.
- 신동선 (2023년 3월 12일). “포항흥해농요, 지역을 넘어 활발한 교류”. 《경북도민일보》. 2025년 6월 2일에 원본 문서에서 보존된 문서. 2025년 6월 2일에 확인함.
- 곽성일 (2023년 3월 12일). “"포항 흥해농요, 예천 공처농요와 만나다"…교류전 개최”. 《경북일보》. 2025년 6월 2일에 원본 문서에서 보존된 문서. 2025년 6월 2일에 확인함.
- 포항시청 그린웨이추진과 (2020년 8월 7일). “포항은 지금 맨발걷기 열풍! ‘포항 맨발路 8선’ 선정!” (보도 자료). 포항: 포항시청. 2025년 5월 30일에 확인함.
- 포항시청 그린웨이추진과 (2023년 1월 3일). “포항시, 해안·강·숲길 어우러진 맨발 걷기 좋은 도시 전국적 ‘발돋움’” (보도 자료). 포항: 포항시청. 2025년 5월 30일에 확인함.
- 모용복 (2024년 1월 7일). “‘시민민폐기구’ 전락한 지방의회”. 《경북도민일보》. 2025년 5월 29일에 원본 문서에서 보존된 문서. 2025년 5월 30일에 확인함.
- 이영균 (2024년 10월 14일). “포항시 흥해읍, 가을맞이 축제의 향연, 제3회 구경(九景) 문화축제 성료”. 《세계일보》. 2025년 6월 10일에 원본 문서에서 보존된 문서. 2025년 6월 10일에 확인함.